# Listă de limbi
Aceasta este o listă extensivă de limbi, sortate pe familii.
- Limbi indo-europene
  - Limbi indo-iraniene
    - Limbi indo-ariene
      - Limba ahirană
      - Limba anchpargania
      - Limba andh
      - Limba angika
      - Limba aoadhă
      - Limba assameză
      - Limba baghelă
      - Limba bateri
      - Limba bauri
      - Limba bengaleză
      - Limba bhadrawahă
      - Limba bhalay-gowlan
      - Limba bhattiyală
      - Limba bhilală
      - Limba bhilă
      - Limba bhiloră
      - Limba bhojpură
      - Limba bishnupriya manipuri
      - Limba bodo parja
      - Limba bote
      - Limba braj basha
      - Limba broșkadă
      - Limba bundelă
      - Limba chakma
      - Limba chhattisgarhă
      - Limba chilisso
      - Limba chinali
      - Limba ciodră
      - Limba cittagoniană
      - Limba dameli
      - Limba darai
      - Limba degaru
      - Limba dhankă
      - Limba dhanwară
      - Limba dhodia
      - Limba dogră
      - Limba domară
      - Limba doomakă
      - Limba dublă
      - Limba garhwală
      - Limba gawar-beti
      - Limba gowro
      - Limba gujarati
      - Limba hajongă
      - Limba halbi
      - Limba hareanvă
      - Limba harijan kinnauri
      - Limba hindi
      - Limba hindi de Fiji
      - Limba hindură
      - Limba jadgală
      - Limba jaunsară
      - Limba jumli
      - Limba kachchi
      - Limba kaci
      - Limba kaiortă
      - Limba kalamă
      - Limba kalașă
      - Limba kalkotă
      - Limba kangră
      - Limba kanjari
      - Limba kannaujă
      - Limba kașmiră
      - Limba khandeșă
      - Limba kharia thar
      - Limba khowară
      - Limba konkană
      - Limba kosli
      - Limba kudmală
      - Limba kullu
      - Limba kumaonă
      - Limba kumhali
      - Limba kundal sahi
      - Limba kupia
      - Limba lahnda
      - Limba lahulă
      - Limba lohară
      - Limba luoată
      - Limba magahă
      - Limba magară
      - Limba mahasu pahari
      - Limba maithilă
      - Limba maithili
      - Limba maiya
      - Limba majhi
      - Limba maldivă
      - Limba mandeală
      - Limba marathi
      - Limba marwară
      - Limba mina
      - Limba mirgană
      - Limba musasa
      - Limba nahară
      - Limba nangalami
      - Limba nepaleză
      - Limba oriya
      - Limba pali
      - Limba palpa
      - Limba palula
      - Limba palya bareli
      - Limba pangwală
      - Limba pardhă
      - Limba parkară
      - Limba pașayi
      - Limba pauri bareli
      - Limba punjabă
      - Limba rajasthană
      - Limba rajbangsă
      - Limba rathwi bareli
      - Limba reli
      - Limba rohingya
      - Limba romani (țigănească)
      - Limba sadră
      - Limba sadră oraonă
      - Limba sanscrită
      - Limba sarmami hindustani
      - Limba savă
      - Limba sindhi
      - Limba singhaleză
      - Limba sirmaură
      - Limba sonha
      - Limba surajpură
      - Limba sylhetă
      - Limba șina
      - Limba șumaști
      - Limba tanchangya
      - Limbi tharu
      - Limba tirahă
      - Limba torwală
      - Limba uagdă
      - Limba urdu
      - Limba ușojo
      - Limba vaagri booli
      - Limba wadiyara
      - Limba wotapuri-katarqalai

    - Limbi iraniene
      - Limba abchuya’i
      - Limba abuzaydabadi
      - Limba abyana’i
      - Limba affari
      - Limba alviri-vidari
      - Limba amora-i
      - Limba arani
      - Limba ardestani
      - Limba aștiani
      - Limba avestană (dispărută)
      - Limba azeră veche (dispărută)
      - Limba bactriană (dispărută)
      - Limba badi
      - Limba badrudi
      - Limba bajelană
      - Limba balochi
      - Limba bartangi
      - Limba bașkardă
      - Limba bidgoli
      - Limba biyabanaki
      - Limba dari
      - Limba dari zoroastriană
      - Limba deilami
      - Limba delijani
      - Limba dimli
      - Limba farroki
      - Limba fars nord vestică
      - Limba farvi
      - Limba gazi
      - Limba gilaki
      - Limba gorani
      - Limba gozarkhani
      - Limba ișkașimi
      - Limba iudeo-burujerdă
      - Limba iudeo-esfahani
      - Limba iudeo-hamadină
      - Limba iudeo-golpaygană
      - Limba iudeo-kașană
      - Limba iudeo-nahavandă
      - Limba iudeo-șirazi
      - Limba jarquya’i
      - Limba jowshaqani
      - Limba kabatei
      - Limba kafrudi
      - Limba kafruni
      - Limba kahaki
      - Limba kajali
      - Limba kamu’i
      - Limba karingani
      - Limba kasha’i
      - Limba keyjani
      - Limba khalajă
      - Limba khotaneză (dispărută)
      - Limba khuarezmiană
      - Limba khufi
      - Limba khunsari
      - Limba khuri
      - Limba kirmamjki
      - Limba koresh-e rostam
      - Limba koroshi
      - Limba kuhmareyi
      - Limba kumzari
      - Limba kurdă
      - Limba kurdă de sud
      - Limba kurmanji
      - Limba laki
      - Limba lari
      - Limba lasgerdi
      - Limba luri
      - Limba mahallati
      - Limba maraghei
      - Limba mazandarani
      - Limba medică (dispărută)
      - Limba mehrjani
      - Limba meyma’i
      - Limba munji
      - Limba nashalji
      - Limba natanzi (farizandi, yarandi/yarani)
      - Limba nayini
      - Limba nohuji
      - Limba ormuri
      - Limba oroșori
      - Limba osetă
      - Limba pahlavi (persană mijlocie)
      - Limba parachi
      - Limba partă (dispărută)
      - Limba paștună
      - Limba persană
      - Limba qohrudi
      - Limba razajerdi
      - Limba roșani
      - Limba rudashti
      - Limba sajzi
      - Limba saka (dispărută)
      - Limba sangisari
      - Limba sangleci
      - Limba sarikoli
      - Limba sarli
      - Limba sarmato-scită (dispărută)
      - Limba scită (dispărută)
      - Limba sedehi
      - Limba semnani
      - Limba shahrudi
      - Limba sivandi
      - Limba sogdiană (dispărută)
      - Limba soi (sohi)
      - Limba sorani
      - Limba sorkhei
      - Limba șabakă
      - Limba șughni
      - Limba tajik
      - Limba talysh
      - Limba tari
      - Limba tarqi
      - Limba tat
      - Limba tati
      - Limba tudeshki
      - Limba tumșuqesă
      - Limba vafsi
      - Limba vanișani
      - Limba varzenei
      - Limba wakhi
      - Limba yaghnobi
      - Limba yazgulami
      - Limba yidgha
      - Limba zebaki
      - Limba zefra’i

    - Limbi nuristaneze
      - Limba askunu
      - Limba kamkata-viri
      - Limba tregami
      - Limba uaigali
      - Limba vasi-vari
      - Limba zemiaki

  - Limbi italice
    - Limbi osco-umbriene
      - Limba ecvuiană
      - Limba hernicană
      - Limba marsă
      - Limba maruciniană
      - Limba oscă
      - Limba peligniană
      - Limba picenă de sud
      - Limba sabină
      - Limba samnită
      - Limba umbriană
      - Limba vestină
      - Limba volscă

    - Limbi latino-falisce
      - Limba latină
      - Limba faliscă
      - Limbi romanice
        - Limba aragoneză
        - Limba aromână
        - Limba arpitană (provensală, franco-provensală)
        - Limba asturiană
        - Limba barranquenho
        - Limba burgundă (romanică)
        - Limba castelmezzano
        - Limba catalană
        - Limba corsicană
        - Limba dacoromână
          - Limba română

        - Limba dalmată
        - Limba emiliano-romagnolo
        - Limba eonaviană
        - Limba extramadurană
        - Limba fala
        - Limba franceză
        - Limba friuliană
        - Limba galiciană
        - Limba gasconă
        - Limba istriotă
        - Limba istroromână
        - Limba italiană
        - Limbi italiene de sud
          - Limba abruzesă
          - Limba apuliană
          - Limba basilicalito-lucană
          - Limba napolitană

        - Limba iudeo-italiană
        - Limba iudeo-spaniolă
        - Limba ladină
        - Limba ladino
        - Limba leoneză
        - Limba ligură
        - Limba longobardă (romanică)
        - Limba meglenoromână
        - Limba mirandeză
        - Limba mozarabică
        - Limba navarro-aragoneză
        - Limba normandă
        - Limba occitană
        - Limba picardă
        - Limba piedmonteză
        - Limba portugheză
        - Limba romanșă
        - Limba sardă
        - Limba siciliană
        - Limba spaniolă
        - Limba toscană
        - Limba valonă
        - Limba venețiană

  - Limbi germanice
    - Limbi germanice nordice
      - Limba daneză
      - Limba feroeză
      - Limba gutnișă
      - Limba islandeză
      - Limba nordică groenlandeză (dispărută)
      - Limba nordică veche
      - Limba norn (dispărută)
      - Limba norvegiană
      - Limba suedeză

    - Limbi germanice vestice
      - Limba alemanică
      - Limba bavară
      - Limba engleză
      - Limba engleză veche
      - Limba fingaliană (dispărută)
      - Limba frisiană de nord
      - Limba frisiană de Saterland
      - Limba frisiană de vest
      - Limba germană
      - Limba germană austriacă
      - Limba germană centrală
      - Limba germană de jos
      - Limba germană franconă de sus
      - Limba idiș
      - Limbi franconiene
        - Limba afrikaans
        - Limba neerlandeză
          - Limba flamandă
          - Limba olandeză

      - Limba limburgheză
      - Limba luxemburgheză
      - Limba meuse-reneză
      - Limba scots
      - Limba yola (dispărută)
      - Limba zeelandeză

    - Limbi germanice estice (ramură dispărută)
      - Limba burgundă
      - Limba gotică
      - Limba vandalică

  - Limbi celtice
    - Limbi celtice continentale (ramură dispărută)
      - Limba celtiberică
      - Limba galaeciană
      - Limba galată
      - Limba galică
      - Limba lepontică
      - Limba lusitană
      - Limba norică
      - Limba tartesiană

    - Limbi celtice insulare
      - Limba bretonă
      - Limba cornică
      - Limba cumbrică
      - Limba galeză
      - Limba galeză medievală
      - Limba galeză veche
      - Limba irlandeză
      - Limba irlandeză primitivă
      - Limba irlandeză veche
      - Limba manx
      - Limba pictă (dispărută)
      - Limba scoțiană

  - Limbi balto-slave
    - Limbi baltice
      - Limbi baltice de vest (dispărute)
        - Limba prusacă veche
        - Limba galindiană
        - Limba sudovă
        - Limba skalvă

      - Limbi baltice de est
        - Limba lituaniană
        - Limba letonă
        - Limba selonă
        - Limba semigaliană
        - Limba curonă veche
        - Limba nadruviană

    - Limbi slave
      - Limbi slave de est
        - Limba rusă
        - Limba bielorusă
        - Limba ucraineană
        - Limba rutenă (dispărută)
        - Limba rusyn
        - Limba slavă veche de est

      - Limbi slave de vest
        - Limba poloneză
        - Limba sileziană
        - Limba pomeraniană
        - Limba cașubă
        - Limba slovinciană
        - Limba polabă
        - Limba sorabă de jos
        - Limba sorabă de sus
        - Limba cehă
        - Limba slovacă

    - Limbi slave de sud
      - Limba sârbo-croată
        - Limba sârbă
        - Limba croată
        - Limba bosniacă
        - Limba muntenegreană

      - Limba bulgară
      - Limba slavă veche
      - Limba slavonă
      - Limba macedoneană
      - Limba slovenă

  - Limbi ilirice
    - Limba albaneză

  - Limba greacă
  - Limba armeană
  - Limbi anatoliene (ramură dispărută)
    - Limba hitită
    - Limba palaică
    - Limba luvică
    - Limba lidiană
    - Limba liciană
    - Limba cariană
    - Limba miliană
    - Limba sidetică
    - Limba pisidiană

  - Limba toharică
  - Limba macedoneană veche
  - Limba venetică
  - Limba liburnă
  - Limba mesapă
  - Limba frigiană
  - Limba paioniană
  - Limbi daco-trace
    - Limba dacă
    - Limba tracă

  - Limba ligurică
  - Limba sicelă
- Limbi tirseniene
  - Limba etruscă
  - Limba retică
  - Limba lemniană
- Limba bască
- Limba iberică
- Limba achitană

- Limbi caucaziene de nord-vest (Abhazo-Adîghean, Cerchez)
  - Limbi Abazgi
    - Limba abazină
    - Limba abhază

  - Limbi circaziene
    - Limba adyghe
    - Limba kabardiană

  - Limba ubykh
- Limbi caucaziene de nord-est (Naho-Dagestane)
  - Limbi avar-andice
    - Limba avară
    - Limba andi
    - Limba akhvak
    - Limba karata
    - Limba botikh
    - Limba godoberi
    - Limba ceamalală
    - Limba bagvalală
    - Limba tindi

  - Limbi țezice
    - Limba țez
    - Limba hinukhă
    - Limba bezhta
    - Limba hunzibă
    - Limba khuarși

  - Limba lak
  - Limbi darghină
    - Limba dargoa
    - Limba kajtakă
    - Limba kubachi
    - Limba ițari
    - Limba ciragă

  - Limbi nak
    - Limba cecenă
    - Limba bață
    - Limba ingușă

  - Limba khinalug
  - Limbi lezgice
    - Limba lezgiană
    - Limba archi
    - Limba udi
    - Limba aghulă
    - Limba tabasarană
    - Limba kryț
    - Limba budukhă
    - Limba rutulă
    - Limba țakhură
- Limbi caucasiene de sud (kartveliene)
  - Limba svană
  - Limbi karto-zan
    - Limba georgiană
    - Limbi zan
      - Limba mingreliană
      - Limba lază
- Limbi altaice
  - Limbi turcice
    - Limbi Oghuz
      - Limba turcă
      - Limba turcă otomană
      - Limba găgăuză
      - Limba găgăuză balcanică
      - Limba turcă meșketiană
      - Limba azeră
      - Limba turkmenă
      - Limba khorasani turcică
      - Limba qashqai 
      - Limba sonqori
      - Limba afșară
      - Limba salară

    - Limbi kipceak
      - Limba bașchiră
      - Limba tătară
      - Limba karaceay-balkară
      - Limba cumană
      - Limba kumykă
      - Limba karaimă
      - Limba krymceakă
      - Limba urumă
      - Limba tătară crimeeană
      - Limba kazahă
      - Limba karakalpakă
      - Limba nogay
      - Limba kirghiză
      - Limba altai
      - Limba mamelucă

    - Limbi karluk (uigure)
      - Limba uzbekă
      - Limba turcă veche (dispărută)
      - Limba khorezmiană (dispărută)
      - Limba ceagatay (dispărută)
      - Limba uigură
      - Limba taranci
      - Limba aini
      - Limba lopă
      - Limba Ili Turki

    - Limbi turcice siberiene
      - Limba iakută
      - Limba dolgană
      - Limba tuvană
      - Limba tofa
      - Limba dukhană
      - Limba Khakasă
      - Limba fuyu girgis
      - Limba șoră
      - Limba iugură vestică
      - Limba ciulymă
      - Limba altai

    - Limbi oghur/Lir
      - Limba bulgară turcică
      - Limba ciuvașă
      - Limba hunică (probabil)
      - Limba avară turcică
      - Limba hazară

    - Limba khalajă (turcică)

  - Limbi mongolice
    - Limba mongolă medievală
    - Limba mongolă clasică
    - Limba dagură
    - Limba kamnigană
    - Limba buriată
    - Limba mongolă
    - Limba ordos
    - Limba oirată
    - Limba iugură estică
    - Limba monguoră
    - Limba bonană
    - Limba mogholă
    - Limba kalmîcă

  - Limbi tunguze
    - Limbi tunguzice de nord
      - Limba evenă/lamută
      - Limba evenki
      - Limba oroqenă
      - Limba solonă
      - Limba negidală
      - Limba kili
      - Limba oroci
      - Limba udege

    - Limbi tunguzice de sud
      - Limba jurcenă
      - Limba manciuriană
      - Limba xibe
      - Limba nanai
      - Limba orokă
      - Limba ulci

  - Limbi japonice
    - Limba japoneză
    - Limbi ryukyuane
      - Limba amami
      - Limba kunigami
      - Limba okinawană
      - Limba miyako
      - Limba yaeyama
      - Limba yonaguni

  - Limba coreeană
- Limbi uralice
  - Limbi finice
    - Limba finlandeză
    - Limba carelă
    - Limba ludică
    - Limba vepsiană
    - Limba ingriană
    - Limba votică
    - Limba estonă
    - Limba estonă de sud
    - Limba võro
    - Limba seto
    - Limba livonă

  - Limba maghiară
  - Limba khanty
  - Limba mansi
  - Limba mari
  - Limbi mordvinice
    - Limba erzya
    - Limba mokșa
    - Limba mesceriană

  - Limbi permice
    - Limba komi
    - Limba udmurtă

  - Limba sami
    - Limba sami de sud
    - Limba ume sami
    - Limba pite sami
    - Limba lule sami
    - Limba sami nordică
    - Limba inari sami
    - Limba kemi sami
    - Limba skolt sami
    - Limba akkala sami
    - Limba kildin sami
    - Limba ter sami

  - Limbi samoiedice
    - Limba nganasan
    - Limba eneț
    - Limbi neneț
      - Limba neneț de pădure
      - Limba neneț de tundră

    - Limba yuraț
    - Limba selkup
    - Limba kamas
    - Limba mator
- Limbi dravidiene
  - Limba tamilă
  - Limba malayalam
  - Limba kodava
  - Limba kurumba
  - Limba kota
  - Limba toda
  - Limba kannada
  - Limba badaga
  - Limba koraga
  - Limba tulu
  - Limba kudiya
  - Limba gondi
  - Limba maria
  - Limba muria
  - Limba pardham
  - Limba nagarceală
  - Limba khirwar
  - Limba konda
  - Limba mukha-dora
  - Limba kui
  - Limba kuvi
  - Limba koya
  - Limba manda
  - Limba pengo
  - Limba telugu
  - Limba cenciu 
  - Limba naiki
  - Limba kolami
  - Limba ollari
  - Limba duruwa
  - Limba kurukh
  - Limba kumarbhag paharia
  - Limba sauria paharia
  - Limba brahui
  - Limba alară
  - Limba bazigară
  - Limba bharia
  - Limba kamară
  - Limba malankuravană
  - Limba vișavană
  - Limba mala malasar
  - Limba malasară
  - Limba thaceanadană
  - Limba ulatană
  - Limba kalanadi
  - Limba kumbarană
  - Limba kunduvadi
  - Limba kuriciya
  - Limba attapady kurumba
  - Limba muduga
  - Limba pathiya
  - Limba wayanad cetti
- Limba burușaki
- Limbi ciukotko-kamceatkane
  - Limbi ciukotkane
    - Limba ciukci
    - Limba koriakă
    - Limba aliutoră
    - Limba kerekă

  - Limbi kamceatkane
    - Limba itelmenă
- Limbi iucaghire
  - Limba iucaghiră nordică
  - Limba omocă
  - Limba ciuvanți
  - Limba iucaghiră sudică
- Limba nivvk/gileakă
- Limbi eniseiene
  - Limba ketă 
  - Limba iugh
  - Limba kotă
  - Limba asană
  - Limba arină
  - Limba pumpokolă
- Limbi ainu
  - Limba ainu
- Limbi sino-tibetane
  - Limbi sinitice
    - Limba bai
    - Limba caijia
    - Limba chineză
      - Limba ba-șu
      - Limba min
        - Min Bei
        - Min Dong
        - Min Zhong
        - Puxian Min
        - Min Nan
          - Hokienă
            - Amoy
            - Taiwaneză

          - Teochew
          - Leizhou
          - Haineză

      - Guan
        - Jin
        - Limba mandarină

      - Șanhaineză
      - Gan
        - Hakka

      - Xiang
      - Yue
        - Cantoneză
        - Taișaneză

      - Limba chineză veche de sud-vest
        - Pinghua
        - Waxianghua
        - Caijia

      - Limba șaozhou tuhua
      - Limba danzhouhua
      - Limba linghua

  - Limbi tibeto-birmane
    - Limbi bodice
      - Limba u-țang
      - Limba tibetană
      - Limba tibetană veche
      - Limba tibetană khams
      - Limba tibetană amdo
      - Limba dzongkha
      - Limba sikimeză/Lhoka
      - Limba lakha
      - Limba naaba
      - Limba laya
      - Limba ciociongacea
      - Limba brokată
      - Limba bjokha
      - Limba ciumbi
      - Limba ladakhi
      - Limba purikă
      - Limba zangsari
      - Limba balti 
      - Limba lahuli-spiti
      - Limba kyirong-kagate
      - Limba șerpa
      - Limba jirelă
      - Limba dakpa
      - Limba dzala
      - Limbi bumthang
        - Limba kheng
        - Limba kiurtopă
        - Limba nupbi
        - Limba nienă
        - Limba ceali

      - Tawang Monpa
      - Limba 'Ole
      - Limba țangla
      - Limba zakhring

    - Limbi burmo-qiangice
      - Limbi lolo-burmice
        - Limbi burmice
          - Limba burmeză
          - Limba achang
          - Limba xiandao
          - Limba pela
          - Limba lași
          - Limba langsu
          - Limba zaiwa

        - Limbi loloice
          - Limba jinuo
          - Limba coong
          - Limba sangkong
          - Limba  bisu
          - Limba phunoi
          - Limba pienă
          - Limba sila
          - Limba phana
          - Limba akeu
          - Limba hani
          - Limba piyo
          - Limba enu
          - Limba mpi
          - Limba kaduo
          - Limba lahu
          - Limba namuzi
          - Limba naxi
          - Limba nusu
          - Limba zauzou
          - Limba kazhou
          - Limba samu
          - Limba sanie
          - Limba lipo
          - Limba lolopo
          - Limba hlersu
          - Limba toloza
          - Limba lisu
          - Limba lalo
          - Limba lavu
          - Limba nyusu
          - Limba nisu nordică
          - Limba nisu sudică
          - Limba sani
          - Limba muji nordică
          - Limba qila muji
          - Limba muji sudică
          - Limba bokha-phuma
          - Limba muzi
          - Limba laghuu
          - Limba thopho
          - Limba moji
          - Limba ani phowa
          - Limba labo phowa
          - Limba hlepho phowa
          - Limba phukha
          - Limba khlula
          - Limba zokhuo
          - Limba phola
          - Limba alo phola
          - Limba phala
          - Limba phupa
          - Limba phuza
          - Limba phupha
          - Limba alugu

      - Limbi qiangice
        - Limba qiang nordică/Mawo
        - Limba pumi/prinmi
        - Limba muya/minyang
        - Limba tangută (dispărută)
        - Limba qiang sudică/taoping
        - Limba ersu
        - Limba lizu
        - Limba tosu

    - Limbi cepangice
      - Limba cepang
      - Limba bujhyal

    - Limba dura
    - Limba gongdukă
    - Limbi karenice
      - Limba pa'o
      - Limba pwo karen
      - Limba lahta
      - Limba padaung
      - Limba bwe
      - Limba geko
      - Limba geba
      - Limba brekă
      - Limba kayah estică
      - Limba kayah vestică
      - Limba yintale
      - Limba manumanaw
      - Limba sgaw
      - Limba paku karen
      - Limba mopwa

    - Limba lepcea/Rong
    - Limba lhokpu
    - Limbi magarice
      - Limba magară (tibeto-birmană)
      - Limba kham

    - Limbi mahakiranti
      - Limbi kiranti
        - Limbu limbu
        - Limba yakkha
        - Limba lumba-yakkha
        - Limba phangduwali
        - Limba belhare
        - Limba athpare
        - Limba citang
        - Limba ciulung
        - Limba yamphu
        - Limba lohorung 
        - Limba meohang
        - Limba waling
        - Limba kulung
        - Limba nacering
        - Limba sampang
        - Limba saam
        - Limba bantawa
        - Limba puma
        - Limba ceamling
        - Limba dungmali
        - Limba thulung
        - Limba wambule
        - Limba jerung
        - Limba khaling
        - Limba dumi
        - Limba kohi
        - Limba bahing
        - Limba sunuoară
        - Limba uayu
        - Limba tilung

      - Nepal Bhasa/Nerwari
      - Limbi baram-thangmi
        - Limba baramă
        - Limba thangmi

    - Limba mru
    - Limbi nungice
      - Limba drung
      - Limba rauang
      - Limba nung

    - Limba pyu (tibeto-birmană)
    - Limbi raji-raute
      - Limba raji
      - Limba raute
      - Limba rauată

    - Limbi sal/brahmaputrane
      - Limba dhimală
      - Limba toto
      - Limba bodo
      - Limba dimasa
      - Limba tiwa
      - Limba tripură/Kokborokă
      - Limba kaceari
      - Limba hojai 
      - Limba morană (dispărută)
      - Limba garo
      - Limba megamă
      - Limba atong
      - Limba koci
      - Limba ruga
      - Limba rabha
      - Limba rajbongsi
      - Limba deori
      - Limba koniakă
      - Limba ceang
      - Limba uancio
      - Limba phom
      - Limba khiamniugană
      - Limba ponio
      - Limba htangană
      - Limba tase
      - Limba nocte
      - Limba tuța
      - Limba makiană
      - Limba jingpho/kacină
      - Limba sakă
      - Limba ceairelă

    - Limbi tani/Mirice
      - Limba damu
      - Limba bori
      - Limba mișing
      - Limba padamă
      - Limba minyong
      - Limba apatani
      - Limba bokară
      - Limba niși
      - Limba tagină
      - Limba bangni
      - Limba miri de deal
      - Limba gallong
      - Limba șimong
      - Limba tangamă
      - Limba karko
      - Limba pasi
      - Limba panggi
      - Limba așing
      - Limba palibo
      - Limba ramo

    - Limbi tamangice
      - Limba tamangă
      - Limba gurungă
      - Limba thakali
      - Limba manang
      - Limba gyasumdo
      - Limba 'Narpa
      - Limba ceantială
      - Limba kutang
      - Limba ghale

    - Limbi himalayice vestice
      - Limba pattani
      - Limba tinană 
      - Limba gahri
      - Limba kanași
      - Limba kinnauri
      - Limba darma
      - Limba ceaudangsi
      - Limba byangsi
      - Limba rangkasă
      - Limba rangpo
      - Limba zhangzhung

    - Limba meithei/Manipură
    - Limbi tangkhul
      - Limba tangkhul
      - Limba maring

    - Limbi ao
      - Limba ciungli ao
      - Limba mongsen ao
      - Limba sangtamă
      - Limba yimciungru
      - Limba lotha

    - Limbi angami-pociuri
      - Limbi angami
        - Limba angami
        - Limba ciokri
        - Limba kheza
        - Limba mao/sopvoma

      - Limbi pociuri
        - Limba pociuri
        - Limba meluri
        - Limba ntenyi
        - Limba sema
        - Limba rengma

    - Limbi zeme
      - Limba zeme
      - Limba liangmai
      - Limba rongmai
      - Limba mzieme
      - Limba piuronă
      - Limba khoirao
      - Limba maramă
      - Limba inpui
      - Limba puimei

    - Limbi kukice
      - Limba karbi
      - Limba amri
      - Limba mizo
      - Limba baună
      - Limba hmară
      - Limba hakha
      - Limba ngaună
      - Limba taură
      - Limba pangkhua
      - Limba mara
      - Limba zyphe
      - Limba senthangă
      - Limba zotungă
      - Limba lautu
      - Limba falamă
      - Limba anaală
      - Limba hrangkhol
      - Limba zo
      - Limba biete
      - Limba paite
      - Limba tedimă
      - Limba thado
      - Limba ciru
      - Limba gangte
      - Limba komă
      - Limba purumă
      - Limba simte
      - Limba vaiphei
      - Limba aimolă
      - Limba siyină
      - Limba lamkangă
      - Limba ciothe
      - Limba haramă
      - Limba moionă
      - Limba ralte
      - Limba șeu
      - Limba khumi
      - Limba taiphumă
      - Limba daai
      - Limba mro
      - Limba miună
      - Limba nga la
      - Limba welaungă
      - Limba kaang
      - Limba laitu
      - Limba rungtu
      - Limba songlai
      - Limba sumtu
      - Limba darlongă
      - Limba monsangă
      - Limba tarao
      - Limba ranglongă
      - Limba sakacepă
      - Limba sorbungă
      - Limba anu-hkongso
      - Limba saihriemă

    - Limba tujia
    - Limbi digaro
      - Limba Idu Mișmi
      - Limba taraonă

    - Limba hruso
    - Limbi kho-boa
      - Limba bugună
      - Limba șerdukpenă
      - Limba sartangă
      - Limba lișpa 
      - Limba ciugă
      - Limba sulungă/puroikă

    - Limba miji
    - Limbi midzu
      - Limba kamană
      - Limba zakhring

    - Limbi siangice
      - Limba koro
      - Limba milangă
- Limbi hmong-mien
  - Limbi hmongice
    - Limbi bahengice
      - Limba iuno
      - Limba hm-nai
      - Limba pa-hng

    - Limba kong nai
    - Limba șe
    - Limbi homongice vestice
      - Limba hmong
      - Limba gha-mu
      - Limba a-hmao
      - Limba bu-naro
      - Limba gejia
      - Limba luobo
      - Limba mașană
      - Limba guiyangă
      - Limba huișui
      - Limba pingtangă

    - Limba qo xiongă
    - Limba hmu

  - Limbi mienice
    - Limba iu mien
    - Limba kim mun
    - Limba biao min
    - Limba dzao min
- Limbi mon-khmere (austroasiatice)
  - Limbi munda
    - Limba korku
    - Limba agariya
    - Limba bijori
    - Limba koratu
    - Limba mundari
    - Limba bhumij
    - Limba asuri
    - Limba koda
    - Limba ho
    - Limba birhoră
    - Limba kolă
    - Limba santali
    - Limba mahali
    - Limba turi
    - Limba kharia
    - Limba juang
    - Limba gata
    - Limba bondo
    - Limba bodo gadaba
    - Limba parengi
    - Limba sora
    - Limba juray
    - Limba lodhi

  - Limbi khasice
    - Limba khasi
    - Limba pnară
    - Limba uară
    - Limba amui
    - Limba bhoi
    - Limba lingngamă

  - Limbi palaungice
    - Limbi palaung
      - Limba șue
      - Limba de'ang
      - Limba pale
      - Limba rumai

    - Limbi riang
      - Limba yincea
      - Limba danau

    - Limba angku
    - Limba hu
    - Limba kioră
    - Limba kon keu
    - Limba mam met
    - Limba mokă
    - Limba samtao
    - Limba tai loi
    - Limba u/pouma
    - Limba lametă/xmetă
    - Limba conă
    - Limba blangă
    - Limba la
    - Limba ua 
    - Limba lawa
    - Limba khalo
    - Limba aua

  - Limbi khmuice
    - Limba khao
    - Limba bită
    - Limba mlabri
    - Limba khangă
    - Limba phong-kniang
    - Limba puocă
    - Limba Khmu'
    - Limba Khuen
    - Limba O'du
    - Limba Lua'
    - Limba mală
    - Limba phray
    - Limba phai

  - Limbi pakanice
    - Limba bolyu
    - Limba bugană
    - Limba mangă
    - Limba buxingă
    - Limba khangă
    - Limba kemie
    - Limba kuană
    - Limba xinh mun

  - Limbi vietice
    - Limba aremă
    - Limba cuoi
    - Limba aheu/thavungă
    - Limba ciută (vietă)
    - Limba malengă
    - Limba vietnameză
    - Limba muongă

  - Limbi katuice
    - Limba katu
    - Limba phuong
    - Limba bru
    - Limba kuy
    - Limba pacoh
    - Limba ngeq
    - Limba Ta'Oi
    - Limba iră

  - Limbi bahnarice
    - Limba jru'
    - Limba jukă
    - Limba su'
    - Limba neaheaună
    - Limba oi
    - Limba the
    - Limba sokă
    - Limba sapuană
    - Limba cengă
    - Limba brao
    - Limba laveh
    - Limba krungă
    - Limba kravetă
    - Limba tailangă
    - Limba alakă
    - Limba tampuonă
    - Limba bahnară
    - Limba chrau
    - Limba sre
    - Limba  stiengă
    - Limba mnongă
    - Limba halangă
    - Limba kaiongă
    - Limba jeh
    - Limba kotau
    - Limba tadrah 
    - Limba modrah
    - Limba sedangă
    - Limba hre
    - Limba monomă
    - Limba reangao
    - Limba kaco'
    - Limba ramamă
    - Limba cua

  - Limba cambogiană
  - Limbi pearice
    - Limba peară
    - Limba suoi
    - Limba saoci
    - Limba ciong
    - Limba samre
    - Limba somray

  - Limbi nicobareze
    - Limba car
    - Limba ceaura
    - Limba teressa
    - Limbi nicobareze centrale
      - Limba nancoury
      - Limba camorta
      - Limba katceală

    - Limba nicobareză sudică/sambelongă

  - Limbi asliene
    - Limbi jahaice
      - Limba cewong
      - Limba batekă
      - Limba mintilă
      - Limba jehai
      - Limba minriq
      - Limba kintaq
      - Limba kensiu

    - Limbi senoice
      - Limba semai
      - Limba temiară
      - Limba lanoh
      - Limba sabiumă
      - Limba semnamă

    - Limbi semelaice
      - Limba temoq
      - Limba semelai
      - Limba semaq beri
      - Limba mah meri/betise

    - Limba jah hut
    - Limba șompenă

  - Limbi monice
    - Limba mon
    - Limba nyah kur
- Limbi tai-kadai
  - Limbi kra
    - Limba laha
    - Limba gelao
    - Limba laci
    - Limba paha
    - Limba buyang
    - Limba enă
    - Limba qabiao

  - Limbi kam-sui
    - Limba mulamă
    - Limba kam
    - Limba then
    - Limba maonană
    - Limba ciadong
    - Limba sui
    - Limba makă
    - Limba ai-cham
    - Limba biao
    - Limba lakkja

  - Limba Ong Be
  - Limba hlai
  - Limbi tai
    - Limba zhuang
    - Limba saekă
    - Limba tai maen
    - Limba yoy
    - Limba bouyei 
    - Limba longzhou zhuang
    - Limba ningming zhuang
    - Limba nong zhuang
    - Limba dai zhuang
    - Limba min zhuang
    - Limba yang zhuang
    - Limba piang zhuang
    - Limba nung (Tai)
    - Limba tay
    - Limba thailandeză sudică
    - Limba Tai Dam
    - Limba thailandeză nordică
    - Limba phuan
    - Limba thailandeză (thailandeză centrală, siameză)
    - Limba tai hang tong
    - Limba thai don
    - Limba tai daeng
    - Limba tay tac
    - Limba thu lao
    - Limba laoțiană
    - Limba nyaw
    - Limba isană
    - Limba ahomă
    - Limba liu
    - Limba khamti
    - Limba tai laing
    - Limba khamyang
    - Limba șan
    - Limba tai aiton
    - Limba niua
    - Limba thai phake
    - Limba turungă
- Limbi austroneziene
  - Limba rukai
  - Limba țou
  - Limba saaroa
  - Limba kanakanabu
  - Limba thao
  - Limba babuza
  - Limba papora-hoanya
  - Limba saisiyat
  - Limba pazeh
  - Limba ataială
  - Limbi seediq
  - Limba basay
  - Limba kavalană
  - Limba ketagalană
  - Limba amis
  - Limba nataorană
  - Limba siraya
  - Limba bunună
  - Limba paiwan
  - Limba puyuma
  - Limbi malaio-polineziene
    - Limbi batanice
      - Limba yami
      - Limba itbayat
      - Limba ivatană

    - Limbi filipineze
      - Limbi luzon nordice
        - Limba ilocano
        - Limba dumagat agta
        - Limba paranan
        - Limba kasiguranin
        - Limba dicamay agta
        - Limba dupaninan agta
        - Limba isnag
        - Limba atta
        - Limba ibanag
        - Limba itawit
        - Limba yogad
        - Limba gaddang
        - Limba cagayan aeta
        - Limba ga'dana
        - Limba alta nordică
        - Limba alta sudică
        - Limba isinai
        - Limba itneg
        - Limba kalinga
        - Limba ifugao
        - Limba balangao
        - Limba bontoc
        - Limba kankanaey
        - Limba ilongot
        - Limba pangasinan
        - Limba ibaloi
        - Limba karao
        - Limba iwaak
        - Limba kallahan
        - Limba arta
        - Limba dupaningan agta
        - Limba dinapigue agta
        - Limba casiguran agta
        - Limba natipunan agta
        - Limba  pahanan agta
        - Limba paranan

      - Limbi luzon centrale
        - Limba kapampangan
        - Limba abellen
        - Limba ambala
        - Limba bolinao
        - Limba botolan
        - Limba mag-anți
        - Limba mag-indi
        - Limba mariveleño
        - Limba sambali
        - Limba remontado agta

      - Limbi mindoro nordice
        - Limba alangană
        - Limba iraya
        - Limba tadyawan

      - Limbi mangiene sudice 
        - Limba buhidă
        - Limba tawbuid
        - Limba hanunó'o

      - Limbi filipineze centrale
        - Limbi bikol
        - Limba tausug
        - Limba surigaonon
        - Limba butuanon
        - Limba davawenyo
        - Limba mansaka
        - Limba mandaya
        - Limba kamayo
        - Limba kalagan
        - Limba mamanwa
        - Limba tagalog
        - Limba cebuano
        - Limba boholano
        - Limba waray-waray
        - Limba gubat
        - Limba sorsoganon
        - Limba baybayanon
        - Limba kinabalian
        - Limba masbateño 
        - Limba hiligaynon
        - Limba bantayanon
        - Limba capiznon
        - Limba porohanon
        - Limba ati
        - Limba romblomanon
        - Limba bantoanon
        - Limba inakeanon
        - Limba aklanon
        - Limba kinaray-a
        - Limba inonhan
        - Limba ratagnon
        - Limba cuyonon
        - Limba caluyanon
        - Limba eskayan
        - Limba ata
        - Limba sorsogon
        - Limba ayta
        - Limba tayabas ayta
        - Limba karolanos
        - Limba magahat
        - Limba sulod

      - Limbi palawane
        - Limba palawano
        - Limba aborlan tagbanwa
        - Limba palawan batak

      - Limbi mindanao
        - Limba maguindanao
        - Limba maranao
        - Limba subanon
        - Limba didabawon
        - Limba agusan
        - Limba ata
        - Limba matigsalug
        - Limba obo
        - Limba bukidnon vestică
        - Limba ilianen
        - Limba binukid
        - Limba kagayanen
        - Limba higaonon
        - Limba kinamigin
        - Limba tagabawa
        - Limba sarangani
        - Limba cotabato

      - Limbi gorontalo-mongondow
        - Limba bolango
        - Limba buol
        - Limba bintauna
        - Limba gorontalo
        - Limba kaidipang
        - Limba lolak
        - Limba suwawa
        - Limba mongondow
        - Limba ponosakan

      - Limbi kalamiene
        - Limba kalamian tagbanwa
        - Limba agutaynen

      - Limbi mindanao sudice
        - Limba bagado
        - Limba blaan
        - Limba tboli
        - Limba tiruray

      - Limbi sangirice
        - Limba talaud
        - Limba sangireză
        - Limba bantik
        - Limba ratahan

      - Limbi minahasane
        - Limba tonsawang
        - Limba tontemboană
        - Limba tondano
        - Limba tombulu
        - Limba tonsea

      - Limba umiray dumaget agta
      - Limba manide

    - Limbi borneene
      - Limbi barito
        - Limba dusun deyah
        - Limba dusun malang
        - Limba dusun witu
        - Limba ma'anyan
        - Limba paku
        - Limba malgașă
        - Limba lawagan
        - Limba kohin
        - Limba dohoi
        - Limba siang
        - Limba bakumpai
        - Limba ngaju
        - Limba ampanang
        - Limba tunjung
        - Limba abaknon 
        - Limba bajaw
        - Limba sama
        - Limba pangutaran sama

      - Limbi dayak de uscat
        - Limba bakati’
        - Limba sara (Indonezia)
        - Limba laraʼ
        - Limba bukar sadong
        - Limba rejang (Indonezia)
        - Limba biatah
        - Limba tringgus
        - Limba jagoi
        - Limba djongkang
        - Limba kembayan
        - Limba semandang
        - Limba nyadu’
        - Limba sanggau

      - Limbi kayah
        - Limba bahau
        - Limba kayan
        - Limba modang
        - Limba segai
        - Limba hovongan
        - Limba aoheng
        - Limba punan merah
        - Limba  krio dayak
        - Limba murik kayan

      - Limbi borneene nordice
        - Limba bonggi
        - Limba molbog
        - Limba ida'an
        - Limba kenyah
        - Limba sebob
        - Limba bakung
        - Limba tutoh
        - Limba wahau kenyah
        - Limba uma’ lasan
        - Limba kelabit
        - Limba lengilu
        - Limba lundayeh
        - Limba sa'ban 
        - Limba tring
        - Limba berawan
        - Limba belaită
        - Limba kiput
        - Limba lelak
        - Limba narom
        - Limba tutong
        - Limba bintulu
        - Limba kajaman
        - Limba lahanan
        - Limba sekapan
        - Limba daro-matu 
        - Limba sibu
        - Limba kanowit
        - Limba melanau
        - Limba seru
        - Limba bukitan
        - Limba punan batu
        - Limba sian
        - Limba ukit
        - Limba basap
        - Limba burusu
        - Limba bah-biau punan
        - Limba sajau basap
        - Limba punan merap
        - Limba bukat
        - Limba brunei bisaya
        - Limba sabah bisaya
        - Limba tatana
        - Limba dusun centrală
        - Limba kuijau
        - Limba papar
        - Limba lotud
        - Limba kadazan estică
        - Limba gana’
        - Limba kota marudu talantang
        - Limba momogun
        - Limba kadazan a râului Klias
        - Limba kadazan coastală
        - Limba dumpas
        - Limba yakan
        - Limba tombonuwo
        - Limba kinabatang
        - Limba abai sungai
        - Limba okolod
        - Limba keningau murut
        - Limba tagol
        - Limba paluană
        - Limba selungai murut
        - Limba timugonă
        - Limba bookan
        - Limba kalabakan
        - Limba sembakung
        - Limba serudung
        - Limba nonukan tidong

    - Limbi malaio-polineziene nucleare
      - Limbi celebice
        - Limba banggai
        - Limba balantak
        - Limba andio
        - Limba bobongko
        - Limba saluană
        - Limba batui
        - Limba morenene
        - Limba bungku
        - Limba bahonsuai
        - Limba koroni
        - Limba kulisusu
        - Limba talosi
        - Limba wawonii
        - Limba mori bawah
        - Liimba mori atas
        - Limba padoe
        - Limba tomadino
        - Limba tolaki
        - Limba rahambuu
        - Limba kodeohaa
        - Limba waru
        - Limba lasalimu
        - Limba kumbewaha
        - Limba cia-cia
        - Limba busoa
        - Limba kaimbulawa
        - Limba liabuku
        - Limba muna
        - Limba pancana
        - Limba kioko
        - Limba tukang besi
        - Limba bonerate
        - Limbi kaili
          - Limba ledo kaili

        - Limba lindu
        - Limba moma
        - Limba topoiyo
        - Limba sedoa
        - Limba pamona
        - Limba tombelala
        - Limba rampi
        - Limba uma
        - Limba sarudu
        - Limba bada
        - Limba napu
        - Limba totoli
        - Limba boano
        - Limba lauje
        - Limba tialo 
        - Limba dondo
        - Limba balaesang
        - Limba pendau
        - Limba dampelas
        - Limba taje
        - Limba tajio
        - Limba kalao
        - Limba laiyolo
        - Limba wolio
        - Limba kamaru
        - Limba wotu

      - Limbi sulawesi de sud
        - Limba bugineză
        - Limba campalagiană
        - Limba mbalo
        - Limba taman
        - Limba bentong
        - Limba konjo
        - Limba macasareză
        - Limba selayar
        - Limba budong-budong
        - Limba panasuană
        - Limba seko
        - Limba lemolang
        - Limba mamuju
        - Limba mandar
        - Limba malimpung
        - Limba maiwa
        - Limba duri
        - Limba enrekang
        - Limba aralle-tabulahan 
        - Limba dakka
        - Limba pannei
        - Limba bambam
        - Limba ulumanda’
        - Limba mamasa
        - Limba kalumpang
        - Limba tae’
        - Limba toraja-sa’dan
        - Limba talondo’

      - Limba mokenă
      - Limbi sumatrane nordvestice
        - Limba batak dairi
        - Limba batak karo
        - Limba batak simalungun
        - Limba batak angkola
        - Limba mandailing
        - Limba toba batak
        - Limba gayo
        - Limba enggano
        - Limba mentawai
        - Limba nias
        - Limba sikule
        - Limba simeulue

      - Limbi malayo-sumbawane
        - Limba sundaneză
        - Limba madureză
        - Limba acehneză
        - Limba ciam
        - Limba rade
        - Limba jarai
        - Limba chru
        - Limba roglai
        - Limba tsat
        - Limbi malay
          - Limba malaieziană
          - Limba indoneziană

        - Limba minangkabau
        - Limba rawa
        - Limba iban
        - Limba balau
        - Limba remun
        - Limba mualang
        - Limba seberuang
        - Limba sebuyau
        - Limba kendayan
        - Limba keninjal
        - Limba urak lawoi’
        - Limba balineză
        - Limba sasak
        - Limba lampung

      - Limba javaneză
      - Limba palauană
      - Limba chamorro
      - Limbi malaio-polineziene central-estice
        - Limbi sumba-flores
          - Limba bima
          - Limba hawu
          - Limba dhao
          - Limba kambera
          - Limba mamboru
          - Limba anakalangu
          - Limba wanukaka
          - Limba pondok
          - Limba baliledo
          - Limba wejewa
          - Limba lamboya
          - Limba kodi
          - LImba gaura
          - Limba manggaraineză
          - Limba komodo
          - Limba riung
          - Limba ende
          - Limba palu'e
          - Limba li'o
          - Limba nage
          - Limba ngadha
          - Limba so’a
          - Limba rembong
          - Limba rajong
          - Limba rongga
          - Limba kepo'
          - Limba wae rana
          - Limba sika
          - Limba kedang
          - Limba lamoholot
          - Limba adonara
          - Limba aloreză
          - Limba ile ape
          - Limba lembata
          - Limba lamatuka
          - Limba lewo eleng
          - Limba lamalera
          - Limba levuka
          - Limba lewotobi

        - Limbi selaru
          - Limba selaru
          - Limba seluwasan

        - Limba damur de vest
        - Limba teor-kur 
        - Limbi kei–tanimbar
          - Limba yamdena
          - Limba kei
          - Limba fordata

        - Limbi aru
          - Limba barakai
          - Limba batuley
          - Limba dobel
          - Limba karey
          - Limba koba
          - Limba kola
          - Limba kompane
          - Limba lola
          - Limba lorang
          - Limba manombai
          - Limba mariri
          - Limba tarangană
          - Limba ujir

        - Limbi bomberai nordice
          - Limba arguni
          - Limba onin
          - Limba sekar
          - Limba uruangnirin

        - Limba kowiai
        - Limbi maluku centrale
          - Limba buru
          - Limba sula
          - Limba taliabo
          - Limba ambelau
          - Limba kayeli
          - Limba manusela
          - Limba liana
          - Limba yalahatan
          - Limba wemale
          - Limba hulung
          - Limba loun
          - Limba alune
          - Limba naka'ela
          - Limba lisabata-nuniali
          - Limba asilulu
          - Limba seit-kaitetu
          - Limba luhu
          - Limba wakasihu
          - Limba boano
          - Limba sepa
          - Limba teluti
          - Limba hitu
          - Limba tulehu
          - Limba laha
          - Limba haruku
          - Limba paulohi
          - Limba kamariană
          - Limba kaibobo
          - Limba amahai
          - Limba nusa laut
          - Limba saparua
          - Limba latu

        - Limbi timor-babar
          - Limba dawera-daweloor
          - Limba babar nordică
          - Limba dai (austroneziană)
          - Limba masela centrală
          - Limba masela estică
          - Limba masela vestică
          - Limba serili
          - Limba babar sudestică
          - Limba emplawas
          - Limba imroing
          - Limba tela’a
          - Limba kemak
          - Limba mambai
          - Limba idalaka
          - Limba uab meto
          - Limba amarasi
          - Limba helong
          - Limba bilba
          - Limba dengka
          - Limba lole
          - Limba ringgou
          - Limba dela-oenale
          - Limba termanu
          - Limba tii
          - Limba tetum
          - Limba bekais
          - Limba wetareză
          - Limba galoli
          - Limba kairui
          - Limba waimaha
          - Limba midiki
          - Limba luang
          - Limba makuva
          - Limba kisar
          - Limba romang
          - Limba wetan
          - Limba leti
          - Limba damar estică
          - Limba nila
          - Limba serua
          - Limba te'un

        - Limbi halmahera-cenderawasih
          - Limba bedoanas
          - Limba erokwanas
          - Limba biak
          - Limba dusner
          - Limba meoswar
          - Limba waropen
          - Limba kurudu
          - Limba wabo
          - Limba ambai
          - Limba ansus
          - Limba busami
          - Limba munggui
          - Limba marau
          - Limba pom
          - Limba papuma
          - Limba roon
          - Limba serui-laut
          - Limba wandamen
          - Limba woi
          - Limba iresim
          - Limba tandia
          - Limba yaur 
          - Limba yeretuar
          - Limba irarutu
          - Limba kuri (austroneziană)
          - Limba gane
          - Limba taba
          - Limba buli
          - Limba maba
          - Limba patani
          - Limba sawai
          - Limba waigeo
          - Limba matbat
          - Limba ma'ya
          - Limba as
          - Limba gebe
          - Limba maden

        - Limbi oceanice
          - Limbi oceanice central-estice
            - Limbi microneziene
              - Limba nauruană
              - Limba kosraeană
              - Limba kiribati
              - Limba marshalleză
              - Limba mokileză
              - Limba pingelapeză
              - Limba pohnpeiană
              - Limba sonsoroleză
              - Limba tobiană
              - Limba ciukeză
              - Limba woleaiană
              - Limba ulithiană
              - Limba puluwateză
              - Limba namonuito
              - Limba tanapag
              - Limba caroliană
              - Limba satawaleză
              - Limba mortlockeză
              - Limba pááfang
              - Limba mapia

            - Limbi pacifice centrale
              - Limba rotumană
              - Limba namosi-naitasiri-serua
              - Limba fijiană vestică
              - Limba fijiană
              - Limba gone dau
              - Limba laună
              - Limba lomaiviti
              - Limbi polineziene
                - Limba tongană
                - Limba niuafoʻou
                - Limba niueană
                - Limba wallisiană
                - Limba futunană
                - Limba pukapukană
                - Limba rennelleză
                - Limba tikopia
                - Limba uveană vestică
                - Limba futuna-aniwa
                - Limba mele-fila
                - Limba emae
                - Limba anuta
                - Limba samoană
                - Limba tokelaună
                - Limba tuvaluană
                - Limba nukuoro
                - Limba kapingamarangi
                - Limba nukuria
                - Limba takuu
                - Limba nukumanu
                - Limba ontong java
                - Limba sikaiana
                - Limba rapa nui
                - Limba marcheză
                - Limba mangarevană
                - Limba hawaiiană
                - Limba tahitiană
                - Limba australă
                - Limba rapană
                - Limba tuamotuană
                - Limba maori
                - Limba maori a insulelor cook
                - Limba rakahanga-manihiki
                - Limba penrhyn
                - Limba moriori

            - Limbi oceanice sudice
              - Limbi vanuatu estice
                - Limba hiw
                - Limba lo-toga
                - Limba lehali
                - Limba löyöp
                - Limba mwotlap
                - Limba volow
                - Limba alo-tegel
                - Limba lemerig
                - Limba vera'a
                - Limba mwesen
                - Limba vurës
                - Limba mota
                - Limba nume
                - Limba dorig
                - Limba koro
                - Limba olrată
                - Limba lakon
                - Limba mwerlap
                - Limba sungwadia
                - Limba maewo centrală
                - Limba baetora
                - Limba ambae estică
                - Limba ambae vestică
                - Limba raga
                - Limba apma
                - Limba ske
                - Limba sowa
                - Limba sa
                - Limba ambrym nordică
                - Limba paameză
                - Limba dakaka
                - Limba lonwolwol
                - Limba port vato
                - Limba ambrym sudică
                - Limba orkon

              - Limbi santo vestice
                - Limba valpei
                - Limba nokuku
                - Limba vunapu
                - Limba piamatsina
                - Limba tolomako
                - Limba tasmate
                - Limba wusi
                - Limba akei
                - Limba malmariv
                - Limba navut
                - Limba wailapa
                - Limba kiai
                - Limba roria
                - Limba amblong
                - Limba morouas
                - Limba tangoa
                - Limba araki
                - Limba mafea
                - Limba tutuba
                - Limba aore
                - Limba tamambo
                - Limba narango
                - Limba tambotalo

              - Limba sakao
              - Limbi santo estice
                - Limba butmas
                - Limba lorediakarkar
                - Limba polonombauk
                - Limba Shark Bay

              - Limbi malekula coastale
                - Limba axamb
                - Limba aulua
                - Limba maskelynes
                - Limba malua bay
                - Limba malfaxal
                - Limba mae
                - Limba mpotovoro
                - Limba unua
                - Limba rerep
                - Limba port sandwich
                - Limba nahavaq
                - Limba uripiv
                - Limba vao
                - Limba burmbar
                - Limba nese
                - Limba nāti

              - Limbi malekula interioare
                - Limba ninde
                - Limba letemboi
                - Limba repanbitip
                - Limba dixon reef
                - Limba nazariană
                - Limba avava
                - Limba lingarak
                - Limba vinmavis
                - Limba litzlitz
                - Limba larevat
                - Limba maragus
                - Limba nambas mare
                - Limba aveteiană
                - Limba navwien 
                - Limba sörsöriană

              - Limbi epi
                - Limba bieria
                - Limba maii
                - Limba baki
                - Limba bierobo
                - Limba lamenu 
                - Limba lewo

              - Limbi Vanuatu centrale
                - Limba makura
                - Limba efate nordică
                - Limba eton
                - Limba lelepa

              - Limba efate de sud
              - Limbi Vanuatu sudice
                - Limba erromanga
                - Limba sorung
                - Limba utaha
                - Limba ura (Vanuatu)
                - Limba aneityum
                - Limba kwamera
                - Limba tanna sudvestică
                - Limba lenakel
                - Limba whitesands
                - Limba tanna de nord

              - Limbi neocaledoniene
                - Limba drehu
                - Limba iaai
                - Limba nengone
                - Limba dumbea
                - Limba numee
                - Limba xaracuu
                - Limba xârâgurè
                - Limba tiri
                - Limba zire
                - Limba ajië
                - Limba arhö
                - Limba arhâ
                - Limba neku
                - Limba orowe
                - Limba haeke
                - Limba cèmuhî
                - Limba paicî
                - Limba vamale
                - Limba haveke
                - Limba bwaato
                - Limba hmwaveke
                - Limba waamwang
                - Limba fwâi
                - Limba jawe
                - Limba nemi
                - Limba pije
                - Limba pwaamei
                - Limba pwapwa
                - Limba caac
                - Limba kumak
                - Limba yuaga
                - Limba nyâlayu

            - Limbi solomonice sudestice
              - Limba bughotu
              - Limba lengo
              - Limba gela
              - Limba birao
              - Limba ghari
              - Limba malango
              - Limba talise
              - Limba longgu
              - Limba sa'a
              - Limba arosi
              - Limba fagani
              - Limba bauro
              - Limba kahua
              - Limba owa
              - Limba to’abaita
              - Limba baelelea
              - Limba baeggu
              - Limba fataleka
              - Limba lau
              - Limba kwara'ae
              - Limba wala
              - Limba gula'alaa
              - Limba kwaio
              - Limba dori'o
              - Limba 'are'are
              - Limba oroha

          - Limbi temotu
            - Limba Äiwoo
            - Limba nanggu
            - Limba Santa Cruz
            - Limba amba
            - Limba tanimbili
            - Limba teanu
            - Limba lovono
            - Limba tanema

          - Limbi oceanice vestice
            - Limbi neoguineeze de nord
              - Limba sobei
              - Limba bonggu
              - Limba tarpia
              - Limba kayupulau
              - Limba ormu
              - Limba tobati
              - Limba anus
              - Limba liki
              - Limba masimasi
              - Limba podena
              - Limba kaptiau
              - Limba wakde
              - Limba yamna
              - Limba yarsun
              - Limba arop
              - Limba sera
              - Limba sissano
              - Limba ulain-suain
              - Limba tumleo
              - Limba yakamul
              - Limba kaiep
              - Limba kairiru
              - Limba terebu
              - Limba biem
              - Limba kis
              - Limba manam
              - Limba medebur
              - Limba sepa
              - Limba wogeo
              - Limba malol
              - Limba yabem
              - Limba bukawa
              - Limba kela
              - Limba lapu
              - Limba aribwaung
              - Limba aribwața
              - Limba musom
              - Limba nafi
              - Limba duwet
              - Limba wampar
              - Limba silisili
              - Limba maralango
              - Limba danga
              - Limba dangal
              - Limba adzera
              - Limba mari
              - Limba wampur
              - Limba iwal
              - Limba hote
              - Limba mapos buang
              - Limba mangga buang
              - Limba piu
              - Limba kapin
              - Limba vehes
              - Limba mumeng
              - Limba yamap
              - Limba numbami
              - Limba bariai
              - Limba kove
              - Limba lusi
              - Limba malalamai
              - Limba gitua
              - Limba mutu
              - Limba awad bing
              - Limba mindiri
              - Limba wab
              - Limba marik
              - Limba gedaged
              - Limba bilibil
              - Limba takia
              - Limba matukar
              - Limba lamogai
              - Limba mouk-aria
              - Limba aigon
              - Limba miu
              - Limba kaulong
              - Limba karore
              - Limba sengseng
              - Limba akolet
              - Limba avau
              - Limba bebeli
              - Limba lesing-gelimi
              - Limba solon
              - Limba arawe vestică
              - Limba mangseng
              - Limba lote
              - Limba mamusi
              - Limba mengen
              - Limba maleu
              - Limba arop-lokep
              - Limba karnai
              - Limba malasanga
              - Limba mur pano
              - Limba mbula
              - Limba mato
              - Limba ronji
              - Limba sio
              - Limba tami
              - Limba amara

            - Limbi mezo-melaneziene
              - Limba bola
              - Limba bulu
              - Limba meramera
              - Limba nakanai
              - Limba uneapa
              - Limba vitu
              - Limba tigak
              - Limba tungag
              - Limba nalik
              - Limba kara (Papua Noua Guinee)
              - Limba tiang
              - Limba mandara
              - Limba lihir
              - Limba noți
              - Limba barok
              - Limba lavatbura-lamusong
              - Limba madak
              - Limba tomoip
              - Limba tangga
              - Limba sursurunga
              - Limba konomala
              - Limba patpatar
              - Limba lungalunga
              - Limba tolai
              - Limba label
              - Limba bilur
              - Limba kandas
              - Limba ramoaaina
              - Limba siar-lak
              - Limba guramalum
              - Limba nehan
              - Limba hahon
              - Limba saposa
              - Limba  teop
              - Limba tinputz
              - Limba halia
              - Limba hakö
              - Limba petaț
              - Limba papapana
              - Limba solos
              - Limba lawunuia
              - Limba bannoni
              - Limba mono-alu
              - Limba torau
              - Limba uruava
              - Limba babatana
              - Limba ririo
              - Limba vaghua
              - Limba varisi
              - Limba simbo
              - Limba roviana
              - Limba kusaghe
              - Limba marovo
              - Limba hoava
              - Limba vangunu
              - Limba duke
              - Limba ghanongga
              - Limba lungga
              - Limba ughele
              - Limba zabana
              - Limba laghu
              - Limba kokota
              - Limba zazao
              - Limba blablanga
              - Limba gao
              - Limba cheke holo
              - Limba kazukuru
              - Limba tetepare

            - Limbi din vârful papuaș
              - Limba buhutu
              - Limba 'auhelawa
              - Limba oya’oya
              - Limba unubahe
              - Limba saliba (Papua Noua Guinee)
              - Limba suau
              - Limba bwanabwana
              - Limba wagawaga (Noua Guinee)
              - Limba anuki
              - Limba gumawana
              - Limba bwaidoka
              - Limba diodio
              - Limba yamalele
              - Limba iduna
              - Limba koluwawa
              - Limba maiadomu
              - Limba dobu
              - Limba molima
              - Limba bunama
              - Limba boselewa
              - Limba duau
              - Limba galeya
              - Limba mwatebu
              - Limba Sewa Bay
              - Limba dawawa
              - Limba kakabai
              - Limba are
              - Limba arifama-miniafia
              - Limba doga
              - Limba gapapaiwa
              - Limba ghayavi
              - Limba kaninuwa
              - Limba ubir
              - Limba gweda
              - Limba haigwai
              - Limba maiwala
              - Limba minaveha
              - Limba taupota
              - Limba tawala
              - Limba yakaikeke
              - Limba budibud
              - Limba kilivila
              - Limba muyuw
              - Limba misima
              - Limba nimoa
              - Limba sudest
              - Limba magori
              - Limba yoba
              - Limba bina (Papua Noua Guinee)
              - Limba ouma
              - Limba keapara
              - Limba sinaugoro
              - Limba motu
              - Limba hiri motu
              - Limba abadi
              - Limba toura (Papua Noua Guinee)
              - Limba kuni
              - Limba mekeo
              - Limba lala (Papua Noua Guinee)
              - Limba waima
              - Limba maisină

          - Limbi St Matthias
            - Limba mussau-emira
            - Limba tenis

          - Limbile insulelor admiralității
            - Limbi manus
              - Limba nyindrou
              - Limba sori-harengan
              - Limba hermit
              - Limba bipi
              - Limba mondropolon
              - Limba tulu-bohuai
              - Limba khehek
              - Limba likum
              - Limba loniu
              - Limba mokerang
              - Limba pak-tong
              - Limba hus
              - Limba elu (Noua Guinee)
              - Limba leipon
              - Limba papitalai
              - Limba ponam
              - Limba ere
              - Limba kele (Noua Guinee)
              - Limba kurti
              - Limba koro (Noua Guinee)
              - Limba lele (Noua Guinee)
              - Limba nali
              - Limba titan

            - Limba baluană
            - Limba pam
            - Limba lenkau
            - Limba lou
            - Limba nauna
            - Limba pencială
            - Limba kanietă
            - Limba seimată
            - Limba wuvulu-aua

          - Limba yapeză
          - Limba nguluwan
- Limbi andamaneze
  - Limbile andamanezelor mari
    - Aka-bea
    - Aka-bale
    - Aka-kede
    - Aka-kol
    - Aka-juwoi
    - Aka-pucikwar
    - Aka-cari
    - Aka-kora
    - Aka-jeru
    - Aka-bo

  - Limbi ongane
    - Limba onge
    - Limba jarawa
    - Limba jangilă

  - Limba sentineleză
- Limba kasită
- Limba sumeriană
- Limba elamită
- Limbi huro-urartiene
  - Limba huriană
  - Limba urartiană
- Limbi afroasiatice
  - Limbi semitice
    - Limbi semitice estice (dispărute)
      - Limba akkadiană
      - Limba eblaită

    - Limbi semitice centrale
      - Limba aramaică
      - Limba siriacă
      - Limba ugaritică
      - Limba feniciană
      - Limba amonită
      - Limba moabită
      - Limba edomită
      - Limba ebraică
      - Limba amorită
      - Limba arabă
      - Limba arabă clasică
      - Varietăți ale limbii arabe
      - Limba malteză

    - Limbi semitice sudice
      - Limba sabaeană
      - Limba minaeică
      - Limba qatabanică
      - Limba hadramitică
      - Limba ge'ez
      - Limba tigrinya
      - Limba tigre
      - Limba dahlikă
      - Limba amharică
      - Limba argobba
      - Limba harari
      - Limba silt'e
      - Limba zway
      - Limba gafată
      - Limba soddo
      - Limba mesmesă
      - Limba muheră
      - Limba mascană
      - Limba sebat bet gurage
      - Limba inoră
      - Limba bathari
      - Limba harsusi
      - Limba hobyotă
      - Limba mehri
      - Limba jebali
      - Limba soqotri

  - Limbi omotice
    - Limbi omotice sudice
      - Limba aari
      - Limba dime
      - Limba hameră
      - Limba gayilă

    - Limbi omotice nordice
      - Limba dizi
      - Limba șeko
      - Limba nayi
      - Limba anfilo
      - Limba boro
      - Limba kafa
      - Limba șekkacio
      - Limba maale 
      - Limba basketo
      - Limba ometo
      - Limba oyda
      - Limba melo
      - Limba dorze
      - Limba gamo
      - Limba gofa
      - Limba dawro
      - Limba Kachama-Ganjule
      - Limba koorete
      - Limba zayse-zerguila
      - Limba ci'ara

  - Limbi egiptene
    - Limba demotică
    - Limba coptă

  - Limbi cușitice
    - Limba beja
    - Limbi agaw
      - Limba awngi
      - Limba kunfală
      - Limba blină
      - Limba xamtanga
      - Limba qimantă

    - Limbi dullay
      - Limba gawwada
      - Limba țamai
      - Limba dihina
      - Limba dobase
      - Limba gaba
      - Limba gergere
      - Limba gollango
      - Limba gorrose
      - Limba harso

    - Limbi cușitice estice de munte
      - Limba burji
      - Limba sidamo
      - Limba gedeo
      - Limba hadiyya
      - Limba libido
      - Limba kambaata
      - Limba alaba

    - Limbi cușitice estice de câmpie
      - Limba afară
      - Limba saho
      - Limba oromo
      - Limba oromo estică
      - Limba borana
      - Limba waata
      - Limba dirașa
      - Limba bussa
      - Limba mașile
      - Limba turo
      - Limba gato
      - Limba arbore
      - Limba dassanaci
      - Limba el molo
      - Limba aweeră
      - Limba rendille
      - Limba somaleză
      - Limba benaadiră
      - Limba așraafă
      - Limba maay
      - Limba garre
      - Limba tunni
      - Limba dabarre
      - Limba jiddu
      - Limba baiso
      - Limba girrira
      - Limba dahalo
      - Limba ongota

    - Limbi cușitice de sud
      - Limba gorowa
      - Limba iraqw
      - Limba alagwa
      - Limba burunge
      - Limba aasax
      - Limba kw'adza
      - Limba mbugu
      - Limba taita
      - Limba dahalo

  - Limbi ciadice
    - Limbi Biu-Mandara
      - Limba tera
      - Limba pidimidi
      - Limba jara
      - Limba ga'anda
      - Limba gabin
      - Limba boga
      - Limba ngwaba
      - Limba hwana
      - Limba bura-pabir
      - Limba cibacă
      - Limba ngggwahyi
      - Limba huba
      - Limba putai
      - Limba marghi centrală
      - Limba marghi sudică
      - Limba kofa
      - Limba kamwa
      - Limba bana
      - Limba hya
      - Limba kirya-konzălă
      - Limba wandala
      - Limba glavda
      - Limba parăkwa
      - Limba găvodo
      - Limba guduf-gava
      - Limba dghedhe
      - Limba hdi
      - Limba lamangă
      - Limba uoga
      - Limba vemgo
      - Limba mabasă
      - Limba sukur
      - Limba vame
      - Limba mbuko
      - Limba gaduwa
      - Limba matală
      - Limba wuzlam 
      - Limba muyang
      - Limba madhia
      - Limba mălolwo
      - Limba zălgwa-minew
      - Limba gemzek
      - Limba  'Dugwor
      - Limba miwere
      - Limba merey
      - Limba giziga nordică
      - Limba giziga sudică
      - Limba mofu nordică
      - Limba mofu-gudur
      - Limba baldemu
      - Limba cuvokă
      - Limba mafa
      - Limba mefele
      - Limba siugule 
      - Limba buwal
      - Limba  gavar
      - Limba mina
      - Limba daba
      - Limba mbădam
      - Limba bacama
      - Limba bata
      - Limba șarwa
      - Limba țuvană
      - Limba gude
      - Limba fali din mubi
      - Limba zizilvakană
      - Limba jimi
      - Limba gudu
      - Limba holma
      - Limba nzanyi
      - Limba mzără
      - Limba lagwan
      - Limba jibe 
      - Limba afadhă
      - Limba maslamă
      - Limba malgbe
      - Limba mpadă
      - Limba gidară
      - Limba mbara
      - Limba muskumă
      - Limba mpusă 
      - Limba beege
      - Limba vulumă
      - Limba jina
      - Limba majăra

    - Limbi ceadice estice
      - Limba mire
      - Limba ndam
      - Limba somrai
      - Limba tumak
      - Limba motun
      - Limba mawer
      - Limba boor
      - Limba gadang
      - Limba mitu
      - Limba sarua
      - Limba buso
      - Limba nancere
      - Limba kimre
      - Limba lele
      - Limba gabri
      - Limba kabalai
      - Limba tobanga
      - Limba kwang
      - Limba kera
      - Limba bidiyo
      - Limba dangla
      - Limba jonkor bourmataguil
      - Limba mabire
      - Limba migaama
      - Limba mogum 
      - Limba ubi
      - Limba mubi
      - Limba birgită
      - Limba kajakse 
      - Limba masmaje
      - Limba toramă
      - Limba zirenkelă
      - Limba jelkung
      - Limba kujarge
      - Limba mokilko
      - Limba barein
      - Limba saba
      - Limba sokoro
      - Limba tamki
      - Limba mawa

    - Limbi masa
      - Limba massa
      - Limba zumaya
      - Limba musey
      - Limba azumeina
      - Limba mesme
      - Limba peve
      - Limba ngete-herde

    - Limbi ceadice vestice
      - Limba hausa
      - Limba gwandara
      - Limba bure
      - Limba karekare
      - Limba gera
      - Limba geruma
      - Limba deno 
      - Limba galambu
      - Limba giiwo
      - Limba kubi
      - Liimba ngamo
      - Limba maaka
      - Limba 'beele
      - Limba daza
      - Limba pali (ceadică)
      - Limba kwaalami
      - Limba pero
      - Limba piya-kwonci
      - Limba holokă
      - Limba nyam
      - Limba kuși
      - Limba kutto
      - Limba tangale 
      - Limba dera
      - Limba ngas
      - Limba mwaghavul
      - Limba cakfem-mușere
      - Limba jorto
      - Limba kofiară
      - Limba mișipă
      - Limba goemai
      - Limba koenoem
      - Limba montolă
      - Limba pyapun
      - Limba tală
      - Limba yiwom
      - Limba fyer
      - Limba tambasă
      - Limba bokkos
      - Limba daffo-butura
      - Limba șagawu
      - Limba duhwa
      - Limba kulere
      - Limba mundată
      - Limba șa
      - Limba duwai
      - Limba bade
      - Limba șira 
      - Limba ngizim
      - Limba teșenaua
      - Limba auyokaua
      - Limba pa'a
      - Limba warji
      - Limba diri
      - Limba ciwogai
      - Limba kariya
      - Limba mburku
      - Limba miya
      - Limba siri
      - Limba zumbună
      - Limba  ajawa
      - Limba daas
      - Limba geji
      - Limba polci
      - Limba saya
      - Limba zari
      - Limba zeem
      - Limba gurumtum-mbaaru
      - Limba ju
      - Limba tala
      - Limba zangwal
      - Limba jimi
      - Limba jum
      - Limba boghom
      - Limba kir-balar
      - Limba mangas
      - Limba poki

  - Limbi berbere
    - Limba guanșă
    - Limba numidiană
    - Limbi berbere vestice
      - Limba zenaga
      - Limba tin sert

    - Limbi berbere estice
      - Limba siwa
      - Limba awijila
      - Limba sokna
      - Limba ghadames
      - Limba zurg
      - Limba fezană

    - Limbi berbere nordice
      - Tamazight de atlas centrală
      - Limba șilha
      - Limba senhaja
      - Limba ghomara
      - Limba rifiană
      - Limba șenwa
      - Limba șawiya
      - Limba mozabită
      - Limba wargla
      - Limba berberă a uedului  Righ
      - Limba tuată
      - Limba gurara
      - Limba tidikeltă
      - Limba senedă
      - Limba zuwara
      - Limba kabyle

    - Limbi tuarege
      - Limba tamahaq
      - Limba tamașeq
      - Limba tayart tamajaq
      - Limba tawallammat tamajaq
      - Limba tawallemetă
      - Limba tayirtă
      - Limba tamesgrestă
      - Limba tafaghist
      - Limba tagaggart
      - Limba ghat
- Limbi nilo-sahariene
  - Limbi berta
    - Limba berta
    - Limba fadași
    - Limba undu

  - Limbi fur
    - Limba fur
    - Limba amdang

  - Limba gumuz
  - Limbi komane
    - Limba uduk
    - Limba kwama
    - Limba komo
    - Limba opuuo
    - Limba gale (Sudan) 

  - Limbi Kuliak
    - Limba tepes
    - Limba nyangia
    - Limba ik

  - Limbi kunama
    - Limba kunama
    - Limba bitama
    - Limba ilit

  - Limbi mabane
    - Limba mimi de nacitigal
    - Limba kenjeje
    - Limba surbakhal
    - Limba masalit
    - Limba aiki
    - Limba karanga
    - Limba marfa
    - Limba maba

  - Limbi sahariene
    - Limba berti
    - Limba zaghawa 
    - Limba kanuri
    - Limba kanembu
    - Limba dazaga
    - Limba tedaga

  - Limbi songhay
    - Limba dawsahak
    - Limba gadal
    - Limba sawaq
    - Limba korandje
    - Limba koyra ciini
    - Limba humburi senni
    - Limba tondi kiini
    - Limba koyraboro senni
    - Limba kaado
    - Limba zarma
    - Limba dendi

  - Limbi sudanice centrale
    - Limbi bongo-bagirmi
      - Limba bongo 
      - Limba baka
      - Limba jur mondo
      - Limba morokodo
      - Limba jur beli
      - Limba mittu
      - Limba gula
      - Limba furu
      - Limba yulu
      - Limba sinyar
      - Limba barma
      - Limba naba
      - Limba kenga
      - Limba fer
      - Limba beraku
      - Limba disa
      - Limba ngambay
      - Limba laka
      - Limba kabba de gore
      - Limba bedjond
      - Limba bebote
      - Limba mango 
      - Limba gor 
      - Limba sar
      - Limba nar
      - Limba mbay
      - Limba ngam
      - Limba dagba
      - Limba gulay
      - Limba horo
      - Limba doba
      - Limba kaba deme
      - Limba kaba na
      - Limba kulfa
      - Limba ruto
      - Limba vale
      - Limba birri 
      - Limba fongoro

    - Limbi kreș
      - Limba aja
      - Limba kreș-ndogo
      - Limba naka
      - Limba kreș-hofra
      - Limba gboko
      - Limba dara
      - Limba woro
      - Limba dongo
      - Limba furu

    - Limbi mangbetu
      - Limba mangbetu
      - Limba lombi 
      - Limba asoa

    - Limbi mangbutu-lese
      - Limba mangbutu
      - Limba mvuba
      - Limba ndo
      - Limba mamwu
      - Limba lese
      - Limba bendi

    - Limbi lendu
      - Limba lendu
      - Limba ngiti

    - Limbi moru-madi
      - Limba moru
      - Limba avokaya
      - Limba keliko
      - Limba omi
      - Limba lugbara
      - Limba logo
      - Limba aringa
      - Limba ma'di
      - Limba olu'bo

  - Limbi sudanice estice
    - Limbi astoborane
      - Limba nara
      - Limbi nyima
        - Limba ama
        - Limba dinik

      - Limbi tamane
        - Limba tama
        - Limba sungor

      - Limbi nubiene
        - Limba nubiană veche
        - Limba nobiin
        - Limba midob
        - Limba kenzi-dongolawi
        - Limba birgidă
        - Limba nubiană de deal

      - LImba meroitică

    - Limbi kir-abbaiene
      - Limbi jebel estice
        - Limba gaam
        - Limba aka
        - Limba kelo
        - Limba molo

      - Limbi temeine
        - Limba temeină
        - Limba doni
        - Limba tese

      - Limbi daju
        - Limba șatt
        - Limba liguri
        - Limba daju mongo
        - Limba sila (nilo-sahariană)
        - Limba nyala
        - Limba beigo
        - Limba njalgulguie

      - Limbi surmice
        - Limba majang
        - Limba kwegu
        - Limba me'en
        - Limba mursi
        - Limba suri
        - Limba didinga
        - Limba narim
        - Limba murle
        - Limba tennet
        - Limba kacipo-balesi

      - Limbi nilotice
        - Limba bari
        - Limba teso
        - Limba karimojong
        - Limba toposa
        - Limba turkana
        - Limba lango
        - Limba lopit
        - Limba lokoya
        - Limba lotuko
        - Limba ongamo
        - Limba maasai 
        - Limba ngasa
        - Limba samburu
        - Limba camus
        - Limba elgon
        - Limba kipsigis
        - Limba markweta
        - Limba naandi
        - Limba terik
        - Limba keiyo
        - Limba tugen (Kenya)
        - Limba kisankasa
        - Limba aramanik
        - Limba mediak
        - Limba mosiro
        - Limba okiek
        - Limba pokoot
        - Limba omotik
        - Limba datooga
        - Limba nuer
        - Limba dinka
        - Limba atwot
        - Limbi luo sudică
          - Limba adhola
          - Limba kumam
          - Limba dholuo
          - Limba alur
          - Limba lango (Uganda)
          - Limba acholi

        - Limba șiluk
        - Limba belanda bor
        - Limba thuri
        - Limba luwo
        - Limba anauk
        - Limba pari
        - Limba burun

  - Limbi kadu
    - Limba tuliși
    - Limba keiga
    - Limba kanga
    - Limba kadugli
    - Limba krongo
    - Limba tumtum

  - Limba Mimi-D
  - Limba șabo
- Limbi ubangiene
  - Limbi banda
    - Limba banda centrală
    - Limba mono
    - Limba yangere
    - Limba banda sudică
    - Limba mbandja
    - Limba ngbundu
    - Limba banda vestică 

  - Limbi ngbandi
    - Limba sango
    - Limba ngbandi

  - Limbi sere
    - Limba feroge
    - Limba mangayată
    - Limba indri
    - Limba togoyo
    - Limba bai
    - Limba belanda viri
    - Limba ndogo (ubangiană)
    - Limba sere
    - Limba tagbu

  - Limbi ngbaka
    - Limba bangba
    - Limba mayogo
    - Limba mundu
    - Limba baka
    - Limba mbaka
    - Limba gbanzili
    - Limba monzombo

  - Limbi mba
    - Limba dongo
    - Limba ma
    - Limba mba
    - Limba ndunga

  - Limba ngombe
- Limbi mande
  - Limba mano
  - Limba dan
  - Limba tura 
  - Limba guro
  - Limba yaure
  - Limba mwa
  - Limba wan
  - Limba gban
  - Limba beng
  - Limba samo
  - Limba busa (mande)
  - Limba boko
  - Limba șanga
  - Limba tyenga
  - Limba jeri
  - Limbi jobo
    - Limba ligbi
    - Limba tonjon

  - Limba vai
  - Limba kono
  - Limbi manding
    - Limba kassonke
    - Limba mandinka
    - Limba kita maninka
    - Limba jahanka
    - Limba marka
    - Limba bambara
    - Limba diula
    - Limba maninka estică
    - Limba bolon
    - Limba sinikere

  - Limbi mokole
    - Limba kakabe
    - Limba kuranko
    - Limba lele
    - Limba mixifore

  - Limba susu
  - Limba yalunka
  - Limba looma
  - Limba bandi
  - Limba zialo
  - Limba mende
  - Limba loko
  - Limba kpelle
  - Limba bobo
  - Limba soninke
  - Limba bozo
  - Limba jo
  - Limba gbin
  - Limbi samogo
    - Limba seenku
    - Limba dzuun
    - Limba duun

Limba banka
- Limbi tuu
  - Limbi taa
    - Limba !xoo
    - Limba nossob inferioră

  - Limbi !kwi
    - Limba  nǁng 
    - Limba ǀxam
    - Limba vaal-orange
    - Limba ǁxegwi
    - Limba ǃgãǃne
- Limbi kx'a
  - Limba ǂ’amkoe
  - Limba !kung
- Limbi khoe
  - Limba kwadi
  - Limba khoekhoe/hotentotă
  - Limba eini
  - Limba korana
  - Limba xiri
  - Limba șua
  - Limba țoa
  - Limba kxoe
  - Limba naro
  - Limba ǂhaba
  - Limba gǁana
- Limba sandawe
- Limba hadza
- Limbi nigero-congoleze
  - Limbi dogon
    - Limba jamsai dogon
    - Limba toro-tegu dogon
    - Limba dogon de câmpie vestică
    - Escarpment Dogon
    - Limba duleri dogon
    - Limba mombo dogon
    - Limba ampari dogon
    - Limba budu dogon
    - Limba bondum dogon
    - Limba dogul dogon
    - Limba yanda dogon
    - Limba nanga dogon
    - Limba bankan tey dogon
    - Limba ben tey dogon
    - Limba tebul dogon
    - Limba ana dogon

  - Limbi ijo
    - Limba nkoroo
    - Limba kalabari
    - Limba nembe
    - Limba izon
    - Limba biseni
    - Limba okodia
    - Limba oruma

  - Limba defaka
  - Limbi katla
    - Limba katla
    - Limba tima

  - Limbi rashad
    - Limba tagoi
    - Limba tegali

  - Limbi atlantic-congololeze
    - Limbi lafofa
      - Limba tegemă
      - Limba amira

    - Limbi talodi–heiban
      - Limba fungoră
      - Limba werni
      - Limba koalibă
      - Limba logolă
      - Limba laro
      - Limba heibană
      - Limba otoro
      - Limba shwai
      - Limba tiro
      - Limba moro
      - Limba nding
      - Limba talodi
      - Limba tocho
      - Limba aceronă
      - Limba lumună
      - Limba torona
      - Limba ngile
      - Limba dengebu

    - Limbi senufo

    - Limbi kru

    - Limbi senegambiene

    - Limbi bak

    - Limbi mel

    - Limba gola
    - Limba limba
    - Limbi savanna

    - Limba fali (Camerun)
    - Limba mbre
    - Limbi kwa

    - Limba ega
    - Limbi volta-niger

    - Limba ukaan
    - Limbi benue-congo
- Limba laal
- Limba bangi-me
- Limba adai
- Limbi algice
  - Limba wiyot
  - Limba iurocă
  - Limbi algonchiene
    - Limba blackfoot
    - Limba arapaho
    - Limba gros ventre
    - Limba cheyenne
    - Limba cree
    - Limba menominee
    - Limba ojibwe
    - Limba potawatomi
    - Limba fox
    - Limba șawnee
    - Limba miami-illinois
    - Limba mi'kmaq
    - Limba abenaki vestică
    - Limba abenaki estică
    - Limba malecite-passamaquoddy
    - Limba massachusett
    - Limba narragansett
    - Limba mohegană
    - Limba quiripi
    - Limba mohicană
    - Limba munsee
    - Limba unami
    - Limba nanticoke
    - Limba algonchiană de carolina
    - Limba powhatan
    - Limba etcemină
    - Limba louup A
    - Limba loup B
    - Limba shinnecock
- Limbi alseene
  - Limba alsea
  - Limba yaquina
- Limba atakapa
- Limba beothuk
- Limbi cadoane
  - Limba caddo
  - Limba wichita
  - Limba kitsai
  - Limba arikara
  - Limba pawnee
- Limba cayuse
- Limbi cimacuane
  - Limba cemacumă
  - Limba quileute
- Limba cimariko
- Limbi cinoocane
  - Limba cinoocă inferioră
  - Limba kathlamet
  - Limba cinoocă superioră
- Limba citimacea
- Limbi ciumașe
  - Limba obispeño
  - Limba ciumașă insulară
  - Limba purisimeño
  - Limba barbareño
  - Limba ventureño
- Limba coahuilteco
- Limbi comecrudane
  - Limba comecrudo
  - Limba garza
  - Limba mamulique
- Limbi cosane
  - Limba hanis
  - Limba miluk
- Limba cotoname
- Limbi eschimo-aleute
  - Limba aleutină
  - Limba iupică
    - Limba iupică alaskană centrală
    - Limba yugtună
    - Limba cevak cup'ik
    - Limba nunivak cup'ig
    - Limba alutiiq
    - Limba iupică siberiană centrală
    - Limba naucană
    - Limba sirenik

  - Limbi inuit
    - Limba inupiaq
    - Limba qawiaraq
    - Limba inuvialuk 
    - Limba inuktitut
    - Limba inuktitut
    - Limba groenlandeză
    - Limba inuktun 
    - Limba tunumiit
- Limba eselenă
- Limba haida
- Limbi irocheze
  - Limba cherokee
  - Limbi irocheze nordice
    - Limba seneca
    - Limba cayuga
    - Limba onondaga
    - Limba oneida
    - Limba mohawk
    - Limba susquehannock
    - Limba wyandot
    - Limba wenronhronon
    - Limba neutrală
    - Limba erie
    - Limba tuscarora
    - Limba nottoway
    - Limba laurențiană
- Limbi kalapuiene
  - Limba kalapuya nordică
  - Limba kalapuya centrală
  - Limba yoncalla
- Limba karankawa
- Limba karuk
- Limbi kerezane
- Limba kutenai
- Limbi maiduane
  - Limba maidu
  - Limba chico
  - Limba konkow
  - Limba nisenană
- Limbi muscogeene
  - Limba chickasaw
  - Limba choctaw
  - Limba muscogee (creek-seminole)
  - Limba mikasuki
  - Limba apalachee
  - Limba alabama
  - Limba koasati
- Limbi na-dene
  - Limba tlingit
  - Limba eyak
  - Limbi athabascane
    - Limbi athabascane nordice
      - Limba ahtna
      - Limba dena'ina
      - Limba deg xinag
      - Limba holikachuk
      - Limba koyukon
      - Limba kuskokwim superioară
      - Limba tanana inferioară
      - Limba tanacross
      - Limba tanana superioară
      - Limba tutchone
      - Limba gwich’in
      - Limba hän
      - Limba tagișă
      - Limba tahtan
      - Limba kaska
      - Limba senkani
      - Limba danezza
      - Limba slavey-hare
      - Limba dogrib
      - Limba dene suline
      - Limba țețaută
      - Limba dakelh
      - Limba cilcotină
      - Limba nicola
      - Limba  kwalhioqua-clatskanie

    - Limbi athabascane pacifice
      - Limba hupa
      - Limba mattole
      - Limba wailaki
      - Limba cahto
      - Limba umpqua superioară
      - Limba tututni
      - Limba galice
      - Limba tolowa

    - Limbi athabascane sudice
      - Limba apașă de câmpie/Kiowa-Apache
      - Limba ciricahua
      - Limba mescalero
      - Limba navajo
      - Limba apașă vestică
      - Limba jicarila
      - Limba lipană
- Limba natchez
- Limbi palaihnihane
  - Limba ațugewi
  - Limba aciumawi
- Limbi penuțiene de platou
  - Limba klamath
  - Limba molala
  - Limbi sahaptiene
    - Limba Naz Perce
    - Limba sahaptin
- Limbi pomoane
  - Limba pomo estică
  - Limba pomo nordică
  - Limba pomo centrală
  - Limba pomo sudică
  - Limba kașaya
- Limba salinană
- Limbi salișe
  - Limba nuxalk
  - Limba comox
  - Limba hakolmelem
  - Limba lușooțed
  - Limba nooksack
  - Limba pentlatch
  - Limba seceltă
  - Limba squamiș
  - Limba klallam
  - Limba northern straits
  - Limba twana
  - Limba cowiltz
  - Limba cehalis superioră
  - Limba cehalis inferioară
  - Limba quinault
  - Limba tilamook
  - Limba șuswap
  - Limba lilooetă
  - Limba salișă a râului Thompson
  - Limba couer d'Alene
  - Limba columbia-moses
  - Limba colvile-okanagan
  - Limba salișă de montana
- Limbi șastane
  - Limba konomihu
  - Limba șasta noului râu
  - Limba okwanuciu
  - Limba șasta
- Limbi siouane
  - Limbi catawbatane
    - Limba catawba
    - Limba woccon

  - Limbi siouane vestice
    - Limba crow
    - Limba hidața
    - Limba mandan
    - Limba micigamea
    - Limba sioux
    - Limba dakota
    - Limba lakota
    - Limba assiniboine
    - Limba stoney
    - Limba chiwere
    - Limba winnebago
    - Limba omaha-ponca
    - Limba kansa
    - Limba osage
    - Limba quapaw
    - Limba tutelo
    - Limba monetonă
    - Limba biloxi
    - Limba ofo
- Limba siuslaw
- Limba solano
- Limba takelma
- Limbi tanoane
  - Limba kiowa
  - Limba jemez
  - Limbi tiwa
    - Limba taos
    - Limba picuris
    - Limba tiwa sudică
    - Limba piro

  - Limba tewa
- Limba timucua
- Limba tonkawa
- Limbi țimșianice
  - Limba țimșiană de coastă
  - Limba țimșiană sudică
  - Limba nisga'a
  - Limba gitksan
- Limba tunica
- Limbi uțiene
  - Limbi miwok
    - Limba miwok de câmpie
    - Limba miwok de golf
    - Limba sierra  miwok
    - Limba miwok de coastă
    - Limba miwok de lac

  - Limbi ohlone
    - Limba karkin
    - Limba tamyen
    - Limba chochenyo
    - Limba ramaytuș
    - Limba awaswas
    - Limba chalon
    - Limba mutsun
    - Limba rumsen
- Limbi uto-aztecane
  - Limba hopi
  - Limba tübatulabal
  - Limbi numice
    - Limba comanșă
    - Limba timbișa
    - Limba șoșoni
    - Limba kawaiisu
    - Limba numică a râului colorado
    - Limba mono
    - Limba paiute nordică

  - Limbi takice
    - Limba cahuilla
    - Limba cupeño
    - Limba luiseño
    - Limba serrano
    - Limba tongva
    - Limba tataviam

  - Limbi pimice
    - Limba o'odham
    - Limba pima bajo
    - Limba tepehuan
    - Limba tepecano

  - Limbi taracahitice
    - Limba tarahumara
    - Limba guarijo
    - Limba tubar
    - Limba yaqui
    - Limba mayo
    - Limba opata

  - Limbi corachol
    - Limba cora
    - Limba huichol

  - Limbi nahuene
    - Limba pochutec
    - Limba nahuatl
- Limbi wakașane
  - Limba haisla
  - Limba kwak'wala
  - Limba heiltsuk–oowekyala
  - Limba makah
  - Limba ditidaht
  - Limba nuu-chah-nulth
- Limba wappo
- Limba wașo
- Limbi wintuene
  - Limba wintu
  - Limba nomlaki
  - Limba patwin
  - Limba patwin sudică
- Limba yana
- Limbi yokuțane
  - Limba palewyami 
  - Limba buena vista yokuts
  - Limba tule-kaweah yokuts
  - Limba gashowu yokuts
  - Limba kings river yokuts
  - Limba valley yokuts
- Limba yuchi
- Limba yuki
- Limbi yumane
  - Limba cochimi
  - Limba kiliwa
  - Limba ipai
  - Limba kumeyaay
  - Limba tipai
  - Limba cocopah
  - Limba quechan
  - Limba maricopa
  - Limba mojave
  - Limba yavapai
  - Limba yuman de  munte
  - Limba paipai
- Limba zuni
- Limba alagüilac
- Limbi cibceane
  - Limba guaymi
  - Limba buglere
  - Limba boruca
  - Limba huetar
  - Limba bribri
  - Limba cabecar
  - Limba teribe
  - Limba pech
  - Limba dorasque 
  - Limba rama
  - Limba voto
  - Limba maleku
  - Limba corobici
  - Limba kuna
  - Limba bari
  - Limba cibcea (muisca)
  - Limba duit
  - Limba tunebo
  - Limba guane
  - Limba cimila
  - Limba wiwa
  - Limba kankuamo
  - Limba arhuaco
  - Limba kogi
- Limba coahuilteco
- Limba cotoname
- Limba cuitlatec
- Limba olmecă
- Limba waikuri
- Limba huave
- Limbi lencane
  - Limba lencană salvadoriană
  - Limba lencană honduriană
- Limba maratino
- Limbi maiașe
  - Limbi huastecane
    - Limba wastek
    - Limba chikomuseltek

  - Limbi yucatecane
    - Limba itza'
    - Limba mopan
    - Limba yucatecă
    - Limba lakantună

  - Limbi ch'olan
    - Limba ch'ol
    - Limba chontal
    - Limba ch'orti
    - Limba ch'olti
    - Limba mayașă clasică
    - Limba tzeltal
    - Limba tzoltil

  - Limbi q'anjobalane
    - Limba acatecă
    - Limba jacalkecă
    - Limba q'anjob'al
    - Limba mocho'
    - Limba ciuj
    - Limba tojolabală

  - Limbi mameene
    - Limba mam
    - Limba tektiteko
    - Limba ixil
    - Limba auacatecă

  - Limbi quicheene
    - Limba kaqchikel
    - Limba tz’utujil
    - Limba k'iche'
    - Limba achi'
    - Limba q'eqchi
    - Limba poqomam
    - Limba poqomchi'
    - Limba uspantecă
    - Limba sacapultecă
    - Limba sipacapensă
- LimbI misumalpane
  - Limba miskito
  - Limba sumo
  - Limba cacaopera
  - Limba matagalpa
- Limbi mixe-zoque
  - Limbi mixe
    - Totontepec mixe
    - Tlahuitoltepec mixe
    - Midland mixe
    - Mixe de istm

  - Limbi zoque
    - Limba sierra popoluca
    - Limba texistepec popoluca
    - Limba ayaba zoque
    - Limba cimalapa zoque
    - Limba copainala zoque
    - Limba zoque de Francisco Leon 
    - Limba zoque de Rayon
- Limba naolană
- Limbi oto-manguene
  - Limbi oto-pameene
    - Limba otomi
    - Limba mazahua
    - Limba matlatzinca
    - Limba pameană
    - Limba cicimeca

  - Limbi cinantecane
  - Limbi tlapanecane
    - Limba tlapanecă
    - Limba subtiaba

  - Limbi manguene
    - Limba chorotega
    - Limba ceapanecă

  - Limbi popolocane
    - Limba chocho
    - Limba popoloca sudică
    - Limba popoluca nordică
    - Limba popoluca vestică
    - Limba coyotepec popoloca
    - Limba ixcatecă
    - Limba mazatecană

  - Limbi zapotecane
    - Limba zapotecă
    - Limba chatino

  - Limba amuzgo
  - Limbi mixtecane
    - Limba mixtecă
    - Limba trique
    - Limba cuicatecă
- Limba purépecha
- Limba quiniga
- Limba seri
- Limba selano
- Limbi tequistlatecane
  - Limba huamelula
  - Limba tequistlatec
  - Limba chontal de oaxaca muntoasă
- Limbi totonacane
  - Limba tepehua
  - Limba totonac
- Limbi xincane
  - Limba yupiltepeque
  - Limba jumaytepeque
  - Limba chiquimulilla
  - Limba guazacapán
- Limba aguano
- Limba aikana
- Limba andaqui
- Limba andoque
- Limba andoquero
- Limbi arauacane
  - Limbi ta-maipureene
    - Limba taino
    - Limba wayuu
    - Limba paraujano
    - Limba araucă
    - Limba kalhiphona
    - Limba garifuna
    - Limba șebaya
    - Limba caquetio

  - Limbi maipureeene amazoniene superioare
    - Limba wainumá
    - Limba mariaté
    - Limba anauyá
    - Limba achawa
    - Limba piapoco
    - Limba amarizani
    - Limba caviyari
    - Limba warekena 
    - Limba mandawaca
    - Limba yumana
    - Limba pase
    - Limba kawișana
    - Limba yucuna
    - Limba guaru
    - Limba tariana
    - Limba baniwa
    - Limba resígaro
    - Limba barawana
    - Limba yavitero
    - Limba  baniwa de guainia
    - Limba maipure
    - Limba manao
    - Limba  kariaí
    - Limba șiriana
    - Limba yabaâna
    - Limba waraikú
    - Limba wiriná
    - Limba cabre

  - Limbi maipureene centrale
    - Limba paresi
    - Limba saraveca
    - Limba waura
    - Limba mehinaku
    - Limba yawalapití
    - Limba custenau
    - Limba enawene nawe

  - Limbi piro
    - Limba piro
    - Limba iñapari
    - Limba kanamarí (araucană)
    - Limba apurinã
    - Limba mashco piro

  - Limbi campa
    - Limba așéninga
    - Limba axininca
    - Limba așáninka
    - Limba caquinte
    - Limba maciguenga
    - Limba nomațiguenga
    - Limba nanti

  - Limba lapaciu
  - Limba morique
  - Limba aroã
  - Limba palikúr
  - Limba marauană
  - Limba chamicuro
  - Limba moxos
  - Limba baure
  - Limba pauna
- Limbi araune
  - Limba arawá
  - Limba culina
  - Limba deni
  - Limba jamamadí
  - Limba paumarí
  - Limba zuruahá
- Limba arutani
- Limbi aymarane
  - Limba aymara
  - Limba jaqaru
- Limba baenană
- Limbi barbacoane
  - Limba awa pit
  - Limba pașto
  - Limba muellama
  - Limba coconucane
  - Limba caranqui 
  - Limba cayapa
  - Limba țafiki
- Limba betoi
- Limbi bororoane
  - Limba bororo
  - Limba umotína
  - Limba otuke
- Limba krenak
- Limbi cahuapanene
  - Limba chayahuita
  - Limba jebero
- Limba camsá
- Limba candoși-șapra
- Limba caniceana
- Limba carabayo
- Limbi caribe
  - Limba caribă
  - Limba tiriyó
  - Limba akurio
  - Limba salumá
  - Limba carijona
  - Limba sikiana
  - Limba hixkaryana
  - Limba waiwai
  - Limba waimiri-atroarí
  - Limba macuși
  - Limba pemonă
  - Limba akawaio
  - Limba patamona
  - Limba pawișiana
  - Limba purukotó
  - Limba boanarí
  - Limba paravilyana
  - Limba sapará
  - Limba wayana
  - Limba apalaí
  - Limba maquiritari
  - Limba mapoyo-yabarana
  - Limba cumanagota
  - Limba arakajú
  - Limba yao (Trinidad)
  - Limba tiverikoto
  - Limba wajumará
  - Limba tamanaku
  - Limba bakairi
  - Limba  amonapă
  - Limba ikpeng
  - Limba pará arára
  - Limba juma
  - Limba apingi
  - Limba yarumá (caribă)
  - Limba japreria
  - Limba yukpa
  - Limba coyaima
  - Limba panare
  - Limba oponă
  - Limba kapóng
  - Limba panare
  - Limba ye'kuana
- Limbi catacaone
  - Limba catacao
  - Limba colan
  - Limba cira
- Limba cayuvava
- Limbi ciapacurane
  - Limba wanham
  - Limba cumana
  - Limba itene
  - Limba kabixí
  - Limba wari’
  - Limba oro win
  - Limba ciapacura
  - Limba torá
  - Limba quitemoca
  - Limba rocorona
- Limbi ciaruene
  - Limba balomar
  - Limba chaná
  - Limba charrúa
  - Limba güenoa
- Limbi cimuene
  - Limba mocica
  - Limba cañari
  - Limba puruhá
- Limbi uru–chipaya
  - Limba chipaya
  - Limba uru
  - Limba uru de ch'imu
  - Limba murato
- Limba chiquitano
- Limbi cioco
  - Limba embera
  - Limba wounaan
  - Limba anserma
  - Limba cenu
  - Limba cauca
  - Limba sinúfana
  - Limba quimbaya
  - Limba caramanta
  - Limba runa
- Limbi cionane
  - Limba ona
  - Limba hauș
  - Limba tehuelche
  - Limba teușenă
  - Limba puelche
  - Limba hetă
- Limba ciono
- Limba ciboney
- Limba koeruna
- Limba cofán
- Limba cueva
- Limba culle
- Limba Kunza
- Limba esmeralda
- Limba fulniô
- Limba gamela
- Limba gorgotoqui
- Limbi guaicuruene
  - Limba kadiweu
  - Limba pilagá
  - Limba toba
  - Limba mocoví
  - Limba abipón 
  - Limba guachi
  - Limba payagua
- Limbi guajiboane
  - Limba macaguane
  - Limba guayabero
  - Limba ciuruya
  - Limba guajibo
  - Limba cuiva
- Limba guamo
- Limba guató
- Limbi harakmbut
  - Limba huachipaeri
  - Limba amarakaeri
- Limbi hibito–cholon
  - Limba hibito
  - Limba cholon
- Limba himarimã
- Limba hodï
- Limba huamoé
- Limba huaorani
- Limbi huarpe
- Limba irantxe
- Limba itonama
- Limbi jirajarane
  - Limba jirajira
  - Limba aiomană
  - Limba gaionă
- Limbi iabuțiene
  - Limba arikapú
  - Limba djeoromitxi
- Limbi jê
  - Limba jeikó
  - Limba acroá
  - Limba xavante
  - Limba xerente
  - Limba xakriabá
  - Limba apinayé
  - Limba kayapo
  - Limba panara
  - Limba suyá
  - Limba timbira 
  - Limba kaingang
  - Limba xokleng
  - Limba ingain
  - Limba guayana
- Limba jeikó
- Limbi jivaroane
  - Limba șuar
  - Limba aciuar
  - Limba awajun
  - Limba huambisa
- Limba kaimbé
- Limba sapé
- Limbi kamakã
  - Limba Kamakan
  - Limba menienă
  - Limba masakara
- Limba kanoê
- Limba karajá
- Limbi kariri
  - Limba kipea
  - Limba kamurú
  - Limba dzubukua
  - Limba sabujá
- Limba katembri
- Limbi katukinane
  - Limba kanamarí
  - Limba katawixi
  - Limba katukína
- Limba kawésqar
- Limba kwaza
- Limba leco
- Limba lule
- Limba roraima maku
- Limbi malibu
- Limba mapuche
- Limbi mascoiene
  - Limba maskoy
  - Limba enxet
  - Limba enlhet
  - Limba kaskihá
  - Limba sanapaná 
  - Limba angaité
- Limbi matacoane
  - Limbi wichí
    - Wichí lhamtés nocten
    - Wichí lhamtés vejoz
    - Wichí lhamtés güisnay

  - Limba chorote
  - Limba nivaclé
  - Limba maká
- Limba matanawi
- Limbi maxakalíene
  - Limba malalí
  - Limba pataxó
  - Limba maxakalí
- Limba Chimane
- Limba movima
- Limba munici
- Limbi mura
  - Limba pirahã
- Limbi timotene
  - Limba timote
  - Limba mucuci
- Limbi Nadahup
  - Limba nadëb
  - Limba nukak
  - Limba dâw
  - Limba hup
- Limbi nambikuarene
  - Limba mamaindê
  - Limba Nambikuara
  - Limba sabanês
- Limba natú
- Limba nonuya
- Limba ofayé
- Limba omurano
- Limba oti
- Limbi Otomákoane
  - Limba otomaco
  - Limba taparita
- Limba páez
- Limba palta
- Limba pankararú
- Limbi pano-tacanane
  - Limbi panoane
    - Limba kaxararí
    - Limba kulino
    - Limba nocamán
    - Limba cașibo
    - Limba panob
    - Limba șipibo
    - Limba capanahua
    - Limba marubo
    - Limba waninnawa
    - Limba remo
    - Limba tuxinawa
    - Limba amahuaca
    - Limba isconahua
    - Limba cașinahua
    - Limba yora
    - Limba yaminawa
    - Limba ațahuaca
    - Limba parannawa
    - Limba puinaua
    - Limba xipinahua
    - Limba pacawara
    - Limba chácobo
    - Limba karipuna (Rondônia)
    - Limba sensi
    - Limba mațés

  - Limbi tacanane
    - Limba ese ejja
    - Limba araona
    - Limba cavineña
    - Limba tacana
    - Limba reyesano
    - Limba toromono
- Limba panzaleo
- Limbi peba–iaguene
  - Limba yameo
  - Limba peba
  - Limba yagua
- Limba pijao
- Limba puinave
- Limba puquina
- Limbi puriene
  - Limba koropó
  - Limba purí
- Limbi quechua
  - Ancaș quechua
  - Huánuco quechua
  - Yaru quechua
  - Wanka quechua
  - Yauyos–chincha quechua
  - Cajamarca–cañaris quechua
  - Limba kichwa
  - Quechua peruviană de jos
  - Quechua sudică
- Limba rikbakța
- Limbi piaroa–salibane
  - Limba saliva
  - Limba piaroa
- Limba seciura
- Limba tarairiú
- Limba taruma
- Limba taușiro
- Limba tequiraca
- Limba ticuna
- Limbi tiniguene
  - Limba tinigua
  - Limba pamigua
  - Limba majigua
- Limbi tucanoane
  - Limba orejón
  - Limba koreguaje
  - Limba teteté
  - Limba tama (Columbia)
  - Limba macaguaje
  - Limba siona
  - Limba secoya
  - Limba cubeo
  - Limba tanimuca
  - Limba miriti
  - Limba macuna
  - Limba barasana 
  - Limba yupuá
  - Limba cueretú
  - Limba desano
  - Limba siriano
  - Limba waimajã 
  - Limba wajiara
  - Limba tuyuca
  - Limba tatuyo
  - Limba carapana
  - Limba tucano
  - Limba guanano
  - Limba piratapuyo
  - Limba yauna
- Limba trumai
- Limbi tupiene
  - Limbi tupi-guarani
    - Limba guarani
    - Limba kaiwá
    - Limba aché
    - Limba xeta
    - Limba guarayu
    - Limba pauserna
    - Limba sirionó
    - Limba tupi veche
    - Limba nheengatu
    - Limba potiguára
    - Limba cocama
    - Limba omagua
    - Limba akwáwa
    - Limba avá-canoeiro
    - Limba tapirapé
    - Limba tenetehara
    - Limba turiwára
    - Limba apiaká
    - Limba kagwahiva
    - Limba kayabi
    - Limba karipuna (Amapá)
    - Limba uru-pa-in
    - Limba kamayurá
    - Limba anambé
    - Limba amanayé
    - Limba xingu asurini
    - Limba araweté
    - Limba aurá
    - Limba emerillon
    - Limba guajá
    - Limba wayampi
    - Limba zo'é
    - Limba anambé de Ehrenreich
    - Limba takunyapé
    - Limba ka'apor
    - Limba wayampipukú

  - Limbi arikem
    - Limba karitiâna
    - Limba kabixiana 

  - Limba aweti
  - Limba mawé
  - Limbi monde
    - Limba cinta larga
    - Limba mondé
    - Limba aruáși
    - Limba surui
    - Limba zoro
    - Limba gavião de jiparaná

  - Limbi munduruku
    - Limba munduruku
    - Limba kuruáya 

  - Limba purubora
  - Limbi ramarama
    - Limba karo
    - Limba urumi

  - Limbi tuparí
    - Limba tuparí
    - Limba kepkiriwát 
    - Limba makurap
    - Limba mekéns
    - Limba wayoró
    - Limba akunțu

  - Limbi yuruna
    - Limba jurúna
    - Limba marițauá
    - Limba xipaya
- Limba tuxá
- Limba Urarina
- Limba vilela
- Limba wakona
- Limba warao
- Limbi bora-witoto
  - Limba bora
  - Limba muinane
  - Limba ocaina
  - Limba witoto
  - Limba nonuya
  - Limba koihoma
- Limba xocó
- Limba xukuru
- Limba yaghan
- Limba yaruro
- Limbi yanomamane
  - Limba ninam
  - Limba sanumá
  - Limba waiká
  - Limba yanomamö
- Limba yuracaré
- Limba yuri(Amazonia)
- Limba yurumanguí
- Limbi zamucoane
  - Limba ayoreo
  - Limba chamacoco
- Limbi zaparoane
  - Limba záparo
  - Limba conambo
  - Limba arabela
  - Limba andoa
  - Limba iquito
  - Limba cahuarano
  - Limba aușiri
  - Limba omurano
- Limba baining
- Limba border
- Limba trans-noua guinee

## Limbi artificiale
- Limbi auxiliare internaționale
  - Esperanto
  - Glosa
  - Ido
  - Interlingua
  - Interlingue
  - Interslavă
  - Latino sine flexione
  - Lingwa de planeta
  - Lingua franca nova
  - Mondial
  - Neo
  - Novial
  - Slovio
  - Solresol
  - Spokil
  - Universalglot
  - Volapük
- Limbi filozofice
  - aUI
  - Ithkuil
  - Lojban
  - Toki Pona
- Limbi fictive
  - Limbi naturaliste
    - Chakobsa
    - Dothraki
    - Klingon
    - Na'vi
    - Quenya
    - Sindarin
    - Valyriană înaltă